# Nauen
Nauen ist eine Kleinstadt mit etwa 20.000 Einwohnern im Landkreis Havelland im Land Brandenburg. Infrastrukturell fungiert die Stadt als Mittelzentrum, ist Sitz des Amtsgerichts Nauen, das Zentrales Vollstreckungsgericht für das Land Brandenburg ist. Die Stadt ist Mitglied der Arbeitsgemeinschaft Städte mit historischen Stadtkernen des Landes Brandenburg. Die im frühen 20. Jahrhundert in Nauen verrichtete Pionierarbeit in der Funktechnik trug ihr den Beinamen „Funkstadt“ ein.

## Geografie

### Lage
Die Stadt Nauen bildet den westlichen Teil des Osthavellandes im Landkreis Havelland. Die Kernstadt Nauen liegt 27 Kilometer nordwestlich der Landeshauptstadt Potsdam und etwa 40 Kilometer westnordwestlich des Zentrums der Bundeshauptstadt Berlin; die Entfernung zur Berliner Stadtgrenze (Bahnhof Albrechtshof) beträgt 18 Kilometer. Nauen belegt mit einer Gesamtfläche von über 268 Quadratkilometern Rang 37 unter den flächengrößten Städten und Gemeinden Deutschlands, noch vor dem auf Rang 44 liegenden Frankfurt am Main. Landschaftlich liegt Nauen im Havelländischen Luch zwischen dem ausgedehnten Landschaftsschutzgebiet Nauen-Brieselang-Krämer und überwiegend landwirtschaftlich genutzten Flächen im Süden und Südwesten.

### Nachbarstädte und -gemeinden
Übersicht:
| Gemeinde Paulinenaue im Amt Friesack                                                                                     | Amtsfreie Gemeinde Fehrbellin und Stadt Kremmen | Stadt Kremmen und Amtsfreie Gemeinden Oberkrämer und Schönwalde-Glien |
| Gemeinde Retzow im Amt Friesack                                                                                          | Kompassrose, die auf Nachbargemeinden zeigt     | Amtsfreie Gemeinde Brieselang                                         |
| Gemeinde Märkisch Luch im Amt Nennhausen, kreisfreie Stadt Brandenburg an der Havel und Gemeinde Päwesin im Amt Beetzsee | Stadt Ketzin/Havel                              | Amtsfreie Gemeinde Wustermark                                         |

### Geologie
Die Landschaften Nauens sind eiszeitlichen Ursprungs. In geologischer Hinsicht liegt die Stadt am nördlichen Rand der nach ihr benannten Nauener Platte, einer bis zu 15 Meter dicken und weitgehend geschlossenen Grundmoräne der Saalekaltzeit und der letzten Eiszeit, die zum Teil von flachwelligen Endmoränen überlagert ist. Im Südwesten des Stadtgebietes liegen die in der Beetzseerinne gebildeten Seen Groß Behnitzer See, Klein Behnitzer See und Riewendsee. Diese glaziale Rinne beginnt zwischen den Ortsteilen Ribbeck und Berge und zieht sich in Form mehrerer Seen nach Südosten bis zur Stadt Brandenburg an der Havel.

### Umwelt- und Naturschutz
Probleme
Im West-Süd-Westen der Kernstadt Nauen existieren zwei Seen, welche als Beispiel für einen Schwundprozess durch natürliche und anthropogene Einflüsse dienen können. Längs des Ortsteils Groß Behnitz erstreckt sich der Groß Behnitzer See, am südöstlichen Ortsausgang des Ortsteils Klein Behnitz liegt der Klein Behnitzer See. Im späten 18. Jahrhundert handelte es sich um ein einzelnes, zusammenhängendes Gewässer. Dieser ehemals langgezogene Behnitzer See zerfiel spätestens im frühen 19. Jahrhundert durch Verlandung als natürlichem Einfluss in zwei Seen, wobei sich eine Verlandungsfläche zwischen den neu entstehenden beiden Teilseen bildete. Ein ehemaliges Fischerhaus (siehe Fischerhaus (Nauen)), das einst am Ostufer des Behnitzer Sees lag, steht inzwischen auf der Verlandungsfläche zwischen beiden Teilseen. Noch im Jahr 1880 war der südlicher gelegene Klein Behnitzer See der größere der beiden Seen. Der künstlich angelegte Klinkgraben, ein Abflussgraben vom Klein Behnitzer See in den Riewendsee, schließt diesen an die Beetzsee-Riewendsee-Wasserstraße an. Der Klein Behnitzer See verlor mit diesem anthropogenen Eingriff zusehends deutlich an Volumen und Fläche. Im frühen 21. Jahrhundert ist er nunmehr im Vergleich der kleinere der beiden Seen. Die insgesamt verlorenen Wasserflächen werden von moorig-sumpfigen Böden und einem ausgedehnten Schilfgürtel bedeckt.

## Stadtgliederung

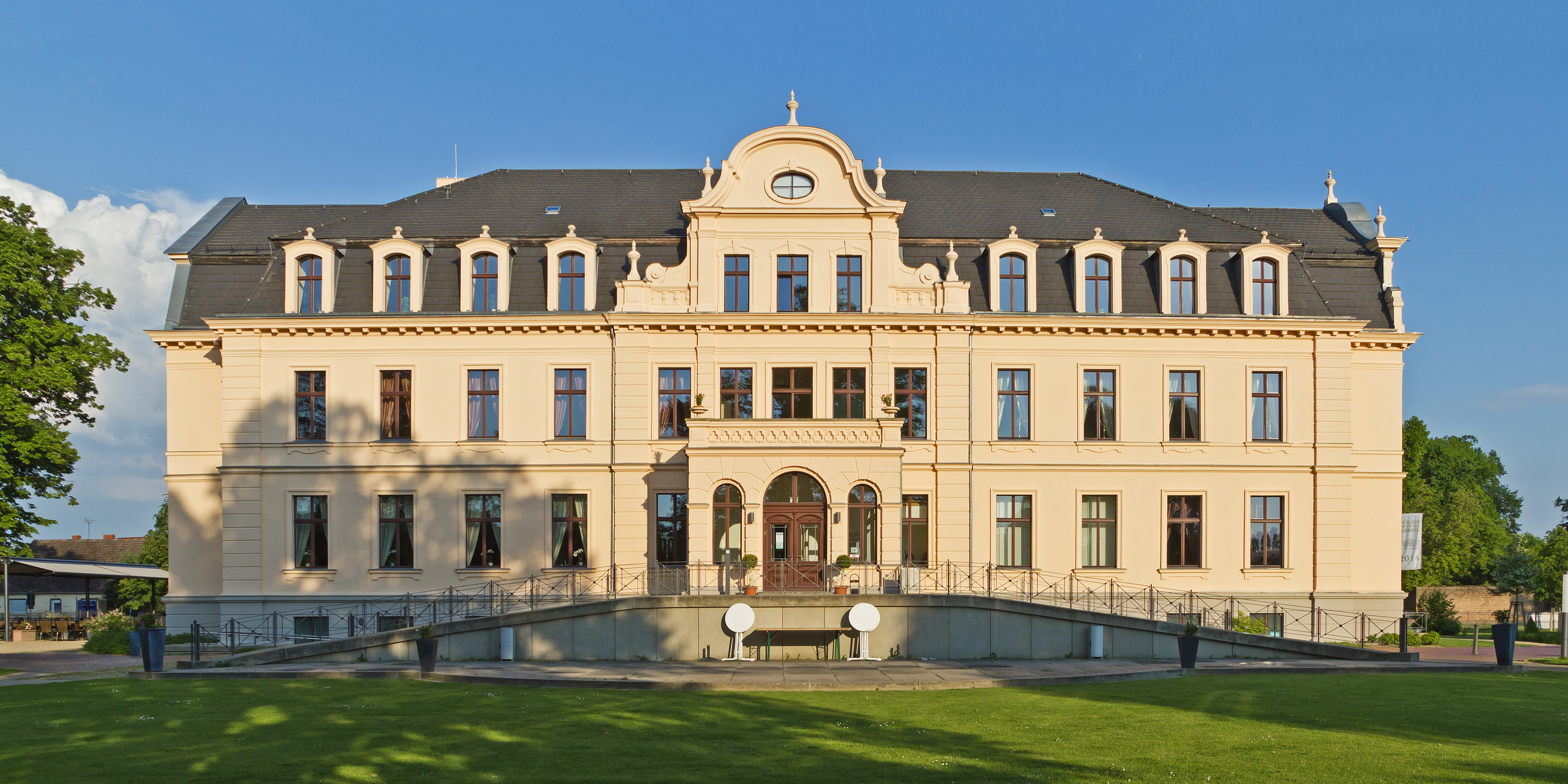
Schloss im Ortsteil Ribbeck

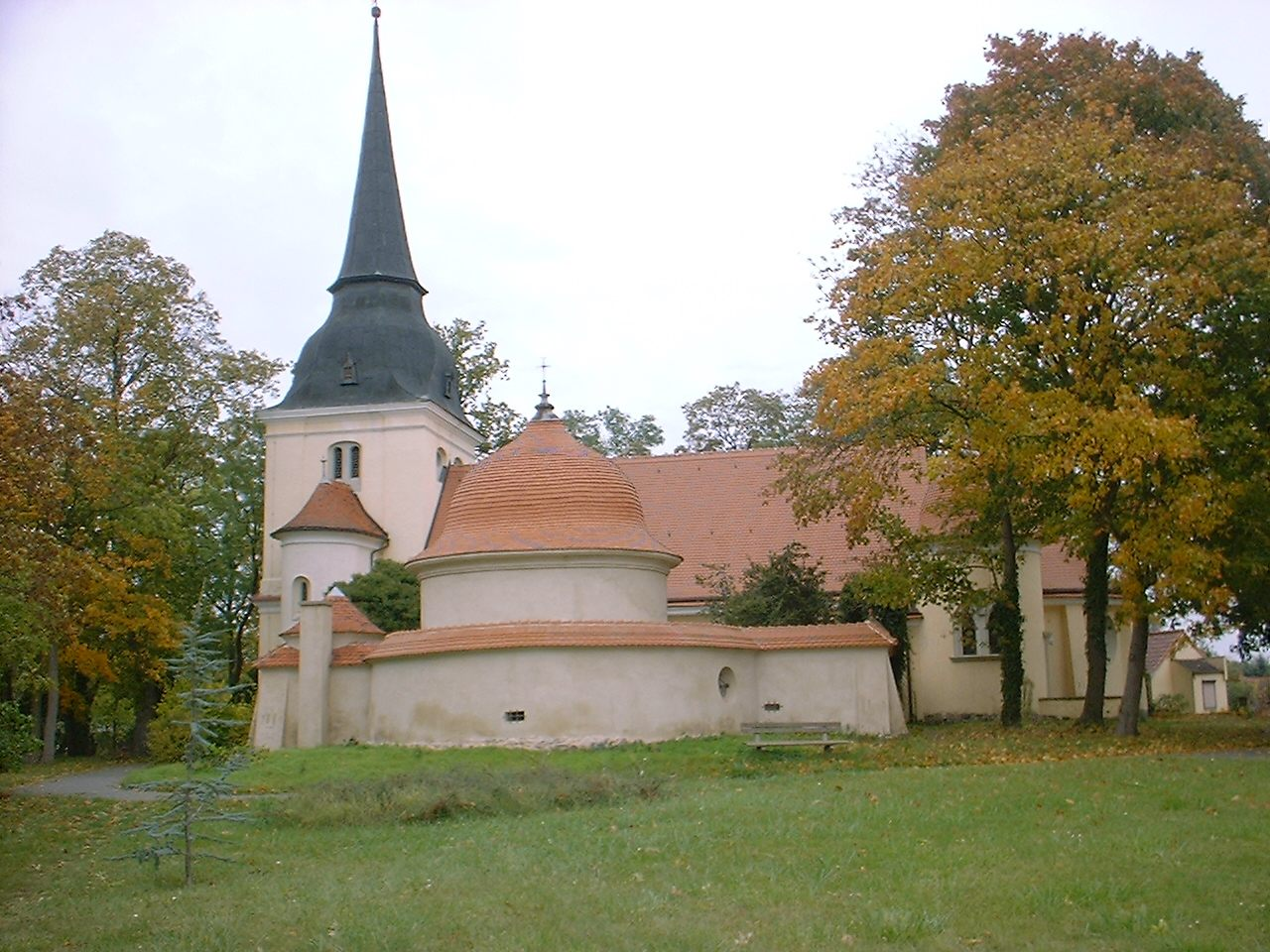
Dorfkirche mit der Grablege der Industriellenfamilie von Borsig im Ortsteil Groß Behnitz

Die Stadt Nauen besteht aus der Kernstadt Nauen und 14 räumlich außerhalb der Kernstadt liegenden Ortsteilen, von denen zwölf noch zusätzliche Wohnplätze aufweisen. Die zur Stadt Nauen gehörenden Ortsteile samt ihren Wohnplätzen sind in alphabetischer Reihenfolge:
| Ortsteile     | zugehörige Wohnplätze                                          |
| ------------- | -------------------------------------------------------------- |
| Berge         | Siedlung                                                       |
| Bergerdamm    | Bergerdamm-Hanffabrik, Bergerdamm-Lager, Friesenhof, Hertefeld |
| Börnicke      | Ebereschenhof, Nauener Ausbau                                  |
| Groß Behnitz  | Fischerhaus, Quermathen, Sandkrug                              |
| Kienberg      | Teufelshof                                                     |
| Klein Behnitz | Friedrichshof, Heineberg                                       |
| Lietzow       | Utershorst                                                     |
| Markee        | Markau, Mühlenberg, Neugarten, Neuhof, Röthehof                |
| Neukammer     |                                                                |
| Ribbeck       | Marienhof                                                      |
| Schwanebeck   |                                                                |
| Tietzow       | Geislershof, Lindenhorst                                       |
| Wachow        | Gohlitz, Niebede                                               |
| Waldsiedlung  | Stolpshof                                                      |

## Geschichte

### Frühgeschichte
Das Gebiet um die heutige Kernstadt Nauen war bereits seit der Jungsteinzeit besiedelt.

### Mittelalter (500–1500)
Eine These hinsichtlich der Namensgebung Nauens besagt, eine Familie aus Nauen am Westharz habe sich hier angesiedelt und ihrer neuen Wohnstatt den Namen ihrer alten Heimat gegeben. Wahrscheinlicher ist aber, dass der Name von dem slawischen Wort „nowo“ stammt, was „neu“ oder „neuer Ort“ bedeutet. Nauen wurde 1186 erstmals als „Nowen“ in einer Urkunde von Bischof Baldram von Brandenburg erwähnt und nicht, wie in früheren Quellen dargestellt, im Jahre 981. Nauen erhielt 1292 das Stadtrecht, woraufhin die Bürger 1302 das erste Rathaus errichteten. Durch den brandenburgischen Markgrafen Waldemar den Großen wurde ihr 1317 das Marktrecht verliehen. Bereits im Mittelalter siedelten Juden in der Stadt. Im Jahr 1414 verursachte ein Rachefeldzug des Raubritters Dietrich von Quitzow einen großen Stadtbrand.

### Neuzeit (1500 bis Ende des 18. Jahrhunderts)
Während des Dreißigjährigen Krieges zerstörten im Jahr 1631 die kaiserlichen Truppen Tillys einen Teil der Stadt. Während des ersten Nordischen Krieges fand am 27. Juni 1675 das Gefecht bei Nauen zwischen schwedischen und brandenburgischen Truppen statt. Ab 1716 begann die Einquartierung von Militär. Kronprinz Friedrich, der spätere König Friedrich II. von Preußen, hielt sich 1732 für drei Monate als Kommandeur eines Bataillons in Nauen auf. Der Bau von zwei Kasernen erfolgte 1767 im Bereich des heutigen Landratsamtes.

### 19. bis 21. Jahrhundert

#### Preußen und Deutscher Bund
Die jüdische Gemeinde weihte im Jahr 1800 ihre Synagoge in der Goethestraße 11 ein.

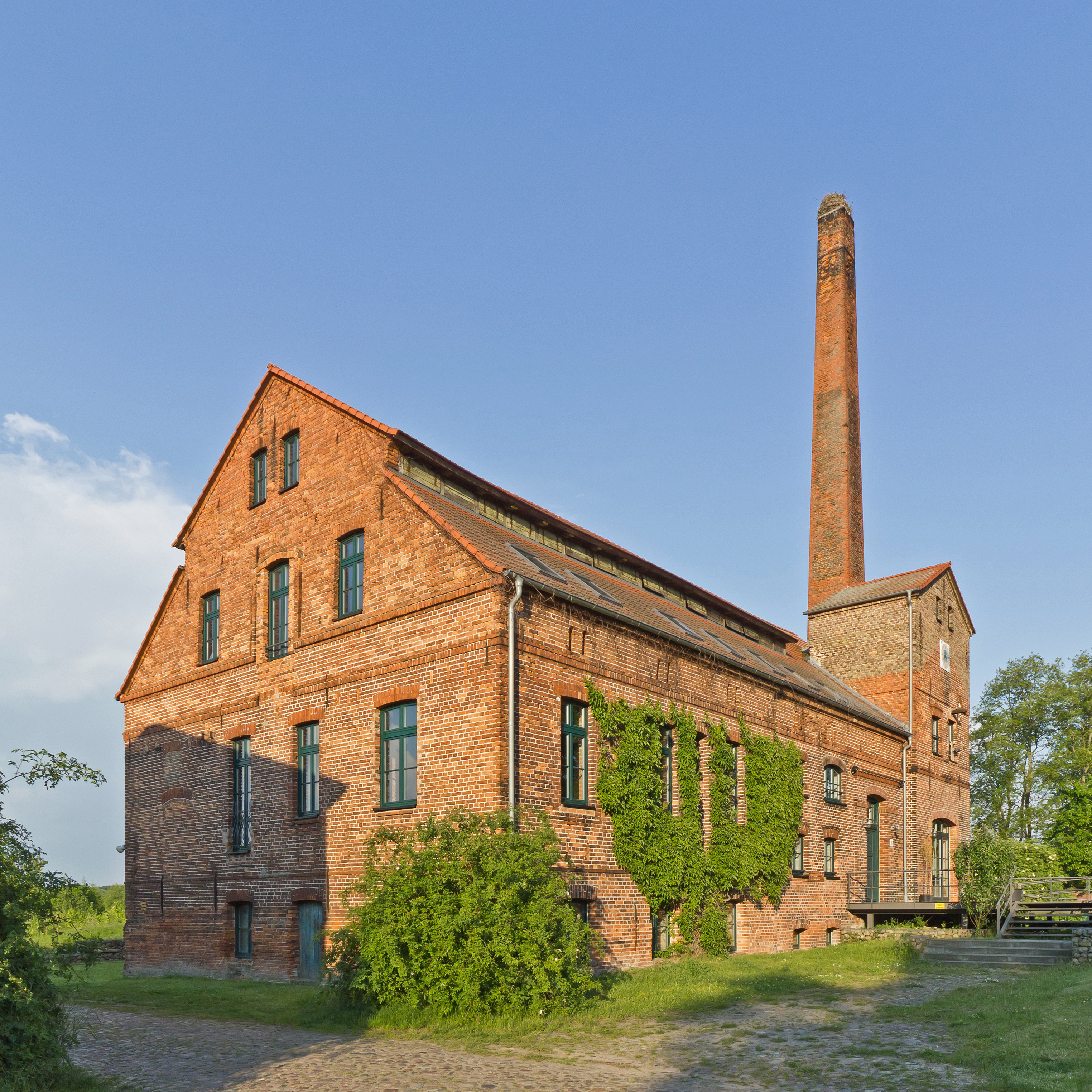
Alte Brennerei am Gutshof Ribbeck

Im Jahr 1816 entstand der Landkreis Osthavelland. Die jüdische Gemeinde konnte 1819 außerhalb der Stadt Am Weinberg einen Friedhof anlegen. Nauen wurde 1826 Kreisstadt und blieb dies über alle folgenden Gesellschaftsformen hinweg bis zur Gebietsreform 1993.
Die Stadt erhielt 1846 einen Anschluss an die Bahnstrecke Berlin–Hamburg. Zwischen 1865 und 1930 wurden mehrere Großprojekte verwirklicht, darunter 1865 die städtische Gasanstalt.

#### Norddeutscher Bund (1867–1871) und Deutsches Kaiserreich (1871–1918)
Im Jahr 1869 wurde eine höhere Knabenschule eingeweiht.

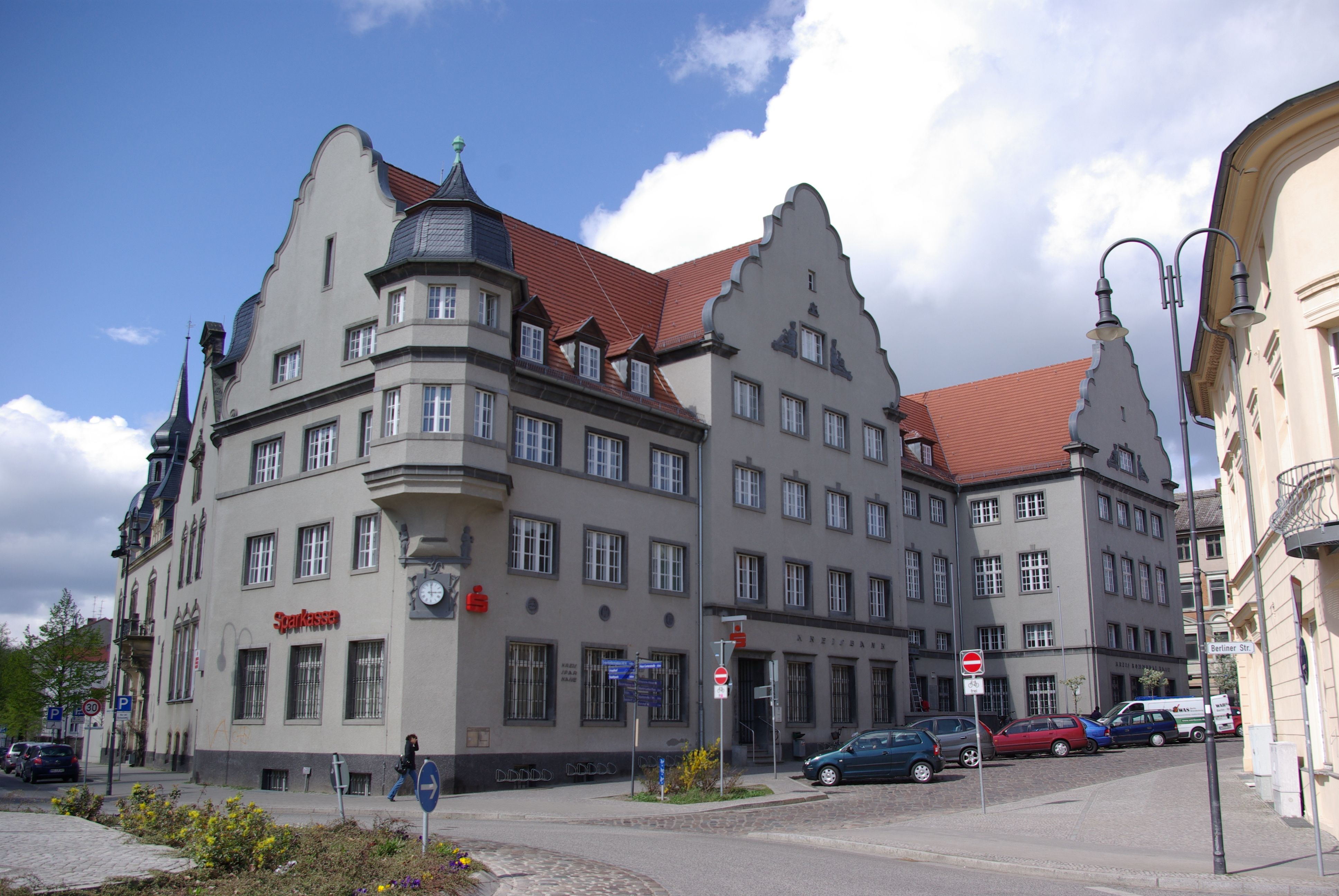
Gebäude des Landratsamtes aus der Kaiserzeit, gegenüber dem Rathaus

Die Freiwillige Feuerwehr Nauens wurde 1883 gegründet und 1889 erfolgte der Bau der Zuckerfabrik Nauen. Das neue Rathaus der Stadt im Stil der norddeutschen Backsteingotik wurde zwischen 1888 und 1891 errichtet. Ein Orkan im Februar 1911 brachte dessen Turm zum Einsturz, der durch das Dach schlug, woraufhin die Turmspitze mitten in den Sitzungssaal ragte. Mittels der Eisenbahn wurde 1890 der Vorortverkehr nach Berlin eröffnet. Vom 20. September 1901 bis zum 1. April 1961 war Nauen Endbahnhof der Kreisbahn Rathenow-Senzke-Nauen. Die nördlich vor Nauen liegende Funkstelle entstand 1906 als Versuchsstation von Telefunken, deren Erweiterung zur Großfunkstelle Nauen im Jahr 1921 erfolgte. Sie ist damit die älteste noch bestehende Sendeanlage der Welt. Im Jahr 1907 wurde ein Kreiskrankenhaus eröffnet, dessen Entwurf von den Charlottenburger Architekten Mohr & Weidner stammte. Die Stadtverwaltung ließ 1912 die Beleuchtung elektrifizieren. Der Bau des Gymnasiums in der Parkstraße erfolgte 1916.

#### Weimarer Republik (1918–1933)
Die städtische Badeanstalt wurde 1923 eröffnet und 1930 wurde die Vollkanalisation der Innenstadt durchgeführt.

#### Drittes Reich (1933–1945)
Bereits in den ersten Wochen nach der Machtergreifung der NSDAP kam es zu gewalttätigen Übergriffen auf Mitglieder der Arbeiterbewegung. So wurde im August 1933 der Arbeitersportler Karl Thon von Angehörigen der Nauener SA verschleppt und erschlagen. Zudem richtete die SA-Standarte 224 im Jahre 1933 in einer Zementfabrik im heutigen Ortsteil Börnicke das KZ Börnicke als Teillager des frühen KZ Oranienburg ein. Zwischen 150 und 500 politische Gefangene – überwiegend Kommunisten und Sozialdemokraten aus dem Landkreis Osthavelland – befanden sich hier in „Schutzhaft“, wobei mindestens zehn von ihnen ermordet wurden und weitere an den Haftfolgen starben. Nach der Auflösung des KZ Börnicke im Juli 1933 diente die Anlage als KZ-Außenlager des KZ Oranienburg.
Die Nauener Synagoge wurde 1938 während der Novemberpogrome stark beschädigt.
Zum Ende des Zweiten Weltkriegs erfolgte am 20. April 1945 ein US-amerikanischer Luftangriff am Tage, bei dem 83 Menschen starben. Der Bahnhof und die umliegenden Stadtgebiete erlitten schwere Schäden.
Am 23. April 1945 rückten unter dem Oberbefehl von Marschall Schukow Bodentruppen der 1. Weißrussischen Front der Roten Armee, in deren Reihen auch Truppen der 1. Polnischen Armee kämpften, bei der Umfassung der Reichshauptstadt in Vorbereitung der Schlacht um Berlin gegen Nauen vor. Sie nahmen die Stadt innerhalb von 24 Stunden ein.

#### Sowjetische Besatzungszone (1945–1949) und Deutsche Demokratische Republik (1949–1990)
Nach dem Ende des Zweiten Weltkriegs gehörte Nauen zur Sowjetischen Besatzungszone. Die Stadt lag im neu entstandenen Land Brandenburg. Enteignungen und Bodenreform prägten Nauen und seine umgebenden, damals politisch noch selbstständigen Gemeinden nachhaltig. Es setzte eine dauerhafte Flurbereinigung ein. Die bestehenden Produktionsbetriebe und Landwirtschaftsgüter wurden nach Jahren der Reparationsleistungen in die Sowjetunion kollektiviert und ihre Privatbesitzer enteignet. Es folgte die Bildung von LPGs und VEGs als auch VEBs auf dem Stadtgebiet. Konsum- und Handelsgenossenschaften wie HO und Konsum ersetzten die meisten der privaten Einzelhandelsgeschäfte. Während der Zeit der DDR entstanden in der Stadt auch einzelne Spezialgeschäfte wie Delikat. Der private Wirtschaftsbereich bestand als Nische unter staatlicher Duldung fort, ergänzte das zentral geplante Warenangebot und milderte so Versorgungsengpässe.
In einer Verwaltungsreform im Jahr 1952 erhielt Nauen den Status einer Kreisstadt. Der Kreis Nauen kam mit der Abschaffung der Länder in der DDR zum Bezirk Potsdam. Die Aufstände von 1953 wirkten sich vornehmlich in der Region um Nauen, weniger in der Stadt selbst aus. Nach 1953 normalisierten sich die Lebensbedingungen in der Gegend weiter, es entstanden eine Anzahl an öffentlichen Gebäuden und Einrichtungen:
- 1953: Beginn des Baus der Freilichtbühne (bis 1955)
- 1955: Bau des „Theaters der Freundschaft“
- 1959: Fertigstellung des Baus der Molkerei
- 1967: Entwicklungsbeginn des Industriegebiets Ost
- 1968: Inbetriebnahme des Stadtbades an der Zuckerfabrik
- 1974: Einweihung eines neuen Schulkomplexes mit zwei Schulen und mehr als 1000 Schülern an der Straße der Deutsch-Sowjetischen Freundschaft (heute: Kreuztaler Straße)[18]

Im späteren Nauener Ortsteil Groß Behnitz befand sich vom 7. Oktober 1969 bis zum 7. Oktober 1986 die NVA-Kaserne der Raketenabteilung 1 (Abkürzung: RA-1). Diese Kaserne trug den Ehrennamen Rudi Arndt und den Tarnnamen Ogarok (deutsche Schreibweise des russischen Wortes Огарок = „Kerzenstummel“). Die Raketenabteilung 1, die den Tarnnamen Morena (deutsche Schreibweise des russischen Wortes Морена = „Moräne“) trug, unterstand der 1. Motorisierten Schützendivision (Abkürzungen: 1. Mot.-Schützendivision beziehungsweise 1. MSD) in Potsdam-Eiche,
Nach 1945 wurde direkt im Zentrum der Ehrenfriedhof für die in und um Nauen gefallenen sowjetischen Soldaten angelegt. Zum Ende der 1980er Jahre wurde er mit Zustimmung der SED-Kreisleitung auf den Städtischen Friedhof verlegt und Anfang der 1990er Jahre schließlich als weithin sichtbare Gedenkstätte mit rotem Stern ausgebaut. Die SED-Kreisleitung und die Kreisdienststelle Nauen des Ministeriums für Staatssicherheit bildeten die in Nauen sichtbaren Sicherheitsstrukturen der DDR.
Bis zum Bau der Autobahn und der Ortsumgehung führte der Transitverkehr von Hamburg nach West-Berlin durch die Innenstadt Nauens. Die zentrale Hamburger Straße und Berliner Straße als Teilstrecke der alten F 5 waren daher häufig durch den Verkehr verstopft. Das hatte zur Folge, dass während der DDR-Zeit der Hamburger Teil unter ständiger Kontrolle der Sicherheitsorgane stand.
Noch vor dem Mauerfall wurde am 22. September 1988 eine Städtepartnerschaft mit dem West-Berliner Bezirk Spandau vereinbart. Jährlich waren jeweils vier Treffen mit Vertretern beider Kommunen vorgesehen. Zwei Fußballfreundschaftsspiele zwischen der BSG Einheit Nauen und einer Spandauer Bezirksauswahl fanden 1989 statt. Beim Hinspiel blieben zwei Nauener Spieler in Spandau und kehrten nicht mehr nach Nauen zurück. Die Idee zum Aufbau einer Städtepartnerschaft inmitten des Kalten Krieges entstand 1987, als Werner Salomon auf der Rückreise von einem Treffen des Freien Deutschen Gewerkschaftsbunds in Potsdam, ohne Erlaubnis mit einigen Kollegen nach Nauen fuhr und sich dort mit Alfred Kuhn, den Nauener Bürgermeister traf. Für das Treffen wurde Kuhn von der DDR-Regierung gerügt. Trotzdem beschlossen Honecker und Diepgen bei einer Unterredung den Aufbau von gemeinsamen Städtepartnerschaften im Februar 1988.
Die Gärtnerische Produktionsgenossenschaft Nauen, einer der größten Betriebe der Stadt, errichtete umfangreiche Gewächshausanlagen am damaligen Ortseingang. Die Genossenschaft produzierte große Mengen an Gartenbauprodukten, die allerdings für den West-Berliner Markt bestimmt war. Von der örtlichen Produktion hatten die Nauener nichts. Dies verstärkte die vielfach geäußerte chronische Mangelversorgung mit Konsumgütern in der Wahrnehmung der damaligen Stadtbevölkerung.
Die Häuser der Nauener Altstadt wurden im Laufe der Jahrhunderte immer baufälliger. Aufgrund fehlender Baumaterialien und auch der niedrigen Arbeitsproduktivität in den Baubetrieben, wurden sie zu Ruinen, in denen die Menschen unter schlechten hygienischen Verhältnissen lebten. Erste Abrissarbeiten begannen 1987/1988 in der historischen Altstadt. Dort wurden 68 baufällige Häuser fotografisch dokumentiert. Bei einem Abriss wäre der Kern der Stadt verschwunden und Nauen hätte sein historisches Aussehen verloren. Die sich abzeichnende Wende verhinderte den Vollzug der Abrissplanungen.
In Nauen wurde, wie auch anderswo in der DDR, gegen Ende der 1980er Jahre eine allgemeine nachlassende Dynamik in Gesellschaft und Wirtschaft von der Bevölkerung festgestellt. Auf die Diskrepanzen zwischen Wahrnehmung und Propagiertem reagierte der örtliche Karnevalsverein „NKC“, der eine bedeutende Mitgliederbasis und Stellung besaß, mit traditionellem Spott in den Büttenreden, die trotz üblicher Zensurbestimmungen Kundgabe fanden. Kritisiert wurden die allgemeinen städtischen Defizite, die häufig Versorgungsengpässe, aber auch die Angewohnheit des Hamsterns über den Eigenbedarf hinaus thematisierten.

„Unser Bier, das kam seit Jahren schon

von der Nauener Getränkeproduktion.

Ich meine das Helle, das ist ja klar,

was nach drei Tagen schon sauer war.

Hielt man die Flasche in die Höhe

dann fielen die Flocken wie Wasserflöhe.

Und das Ergebnis dieser Pullen,

zwei Flaschen trinken und vier Mal gleich lullen!

Potsdamer Spezial und Berliner Bier

das gabs in Nauen selten hier.

Viel wurd’ vom Westen eingeführt,

blos Bier das wurd’ nicht importiert.

Sonst hätten wir, das hätte geklappt

mit denen drüben die gleiche Fahne gehabt.“

Am 7. Mai 1989 fanden in der DDR Kommunalwahlen statt. Erstmals überwachten unabhängige Bürger die Stimmenauszählung und konnten nachweisen, dass Wahlergebnisse manipuliert wurden. Dies wirkte als ein Aufbruchsignal für die Bürgerrechtsbewegung in der DDR. Entsprechende Wahlfälschungen wurden auch in Nauen berichtet.
Am 7. August 1989 trat die westdeutschen Rockband The Lords auf ihrer Good-Bye-Tour in der DDR, zusammen mit den Puhdys und Turbo in der ausverkauften Freilichtbühne in Nauen auf. Auch in Nauen entstand 1989 eine Oppositionsbewegung um das Neue Forum. Die Gründung des Kreisverbands der Freidenker im Oktober 1989 und die öffentlich zur Diskussion gestellte neue Nauener Stadtordnung bildeten den Wendeauftakt in Nauen. Frühes Protestzentrum war die St.-Jacobi-Kirche und das Kino ab Ende Oktober und November 1989. Auf dem heutigen Rathausplatz wurden nach Aufrufen der evangelischen Kirche Kundgebungen organisiert, die bis zu 4000 Personen anzogen. Die Oppositionsbewegung lässt sich bis auf Reinhard Steinlein zurückverfolgen, der von 1970 bis 1984 Superintendent in Nauen war. Steinlein ging zu den Annäherungsversuchen des Staats zunehmend auf Distanz. Seine Kritik richtete sich gegen den Absolutheitsanspruch des DDR-Systems. Er bezog in seinen kritischen Äußerungen gegenüber Kirche und Staat einen dezidiert lutherischen Standpunkt, der eine Minderheitenposition darstellte.
Die Stadt erhielt seit Monaten keine Gelder mehr von den übergeordneten Institutionen, eine echte kommunale Selbstverwaltung, die auch eigene Finanzmittel enthalten hätte, hatte es nicht gegeben. Versuche der Stadt, durch öffentliche Aussprachen die Kontrolle über die ihr entgleitenden Geschehnisse zu behalten, endeten in wüsten und emotionalen Vorwürfen, die die aufgebrachte Nauener Bevölkerung gegenüber den Stadtverantwortlichen bei öffentlichen Sitzungen entgegenbrachte. Zu heftigen Disputen führten konkrete Nachfragen bezüglich der Mülldeponien Vorketzin, Röthehof und in Schwanebeck. Auch Missstände in den Bereichen Wohnungsverwaltung, Wohnraumerhaltung, Straßenbau, Gesundheitswesen, Handel und Versorgung und Verwaltungsantragsbearbeitung, aber auch unverhältnismäßige Korruptionsvorwürfe wurden häufig aufgegriffen. Der Pfarrer aus Berge, Harald Gräber, führte die Diskussionen an. Am 9. November ging während des „zweiten Rathausgesprächs“ im Kino die Nachricht in Umlauf, dass eben die Mauer geöffnet wurde, was anhaltenden Jubel unter den Teilnehmern hervorrief. Eine länger inhaltlich arbeitende Reformgruppe vor Ort etablierte sich aber nicht. Das Interesse an der Erarbeitung von Reformthemen erlosch binnen kurzer Zeit nach Einräumung der Möglichkeit der Einreise in das „kapitalistische Ausland“.
Nach der Maueröffnung zerfielen rasch die Strukturen im Ort. Die bei den letzten (unfreien) Kommunalwahlen gewählten Vertreter in der Stadtverordnetenversammlung blieben den Sitzungen fern.

#### Bundesrepublik Deutschland (seit 1990)

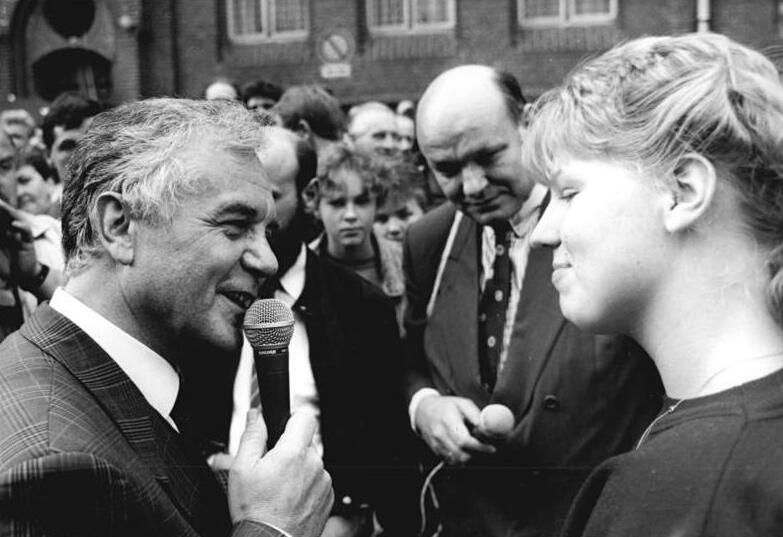
7. September 1990 in Nauen: Wahlkampf. Der Auftakt des SPD-Wahlkampfes für das Land Brandenburg begann in Nauen. Der Spitzenkandidat für das Amt des Ministerpräsidenten, Konsistorialpräsident Manfred Stolpe (links), kam in der Straße der Jugend ins Gespräch mit Nauenern (Mitte: Walter Momper, Regierender Bürgermeister von West-Berlin).

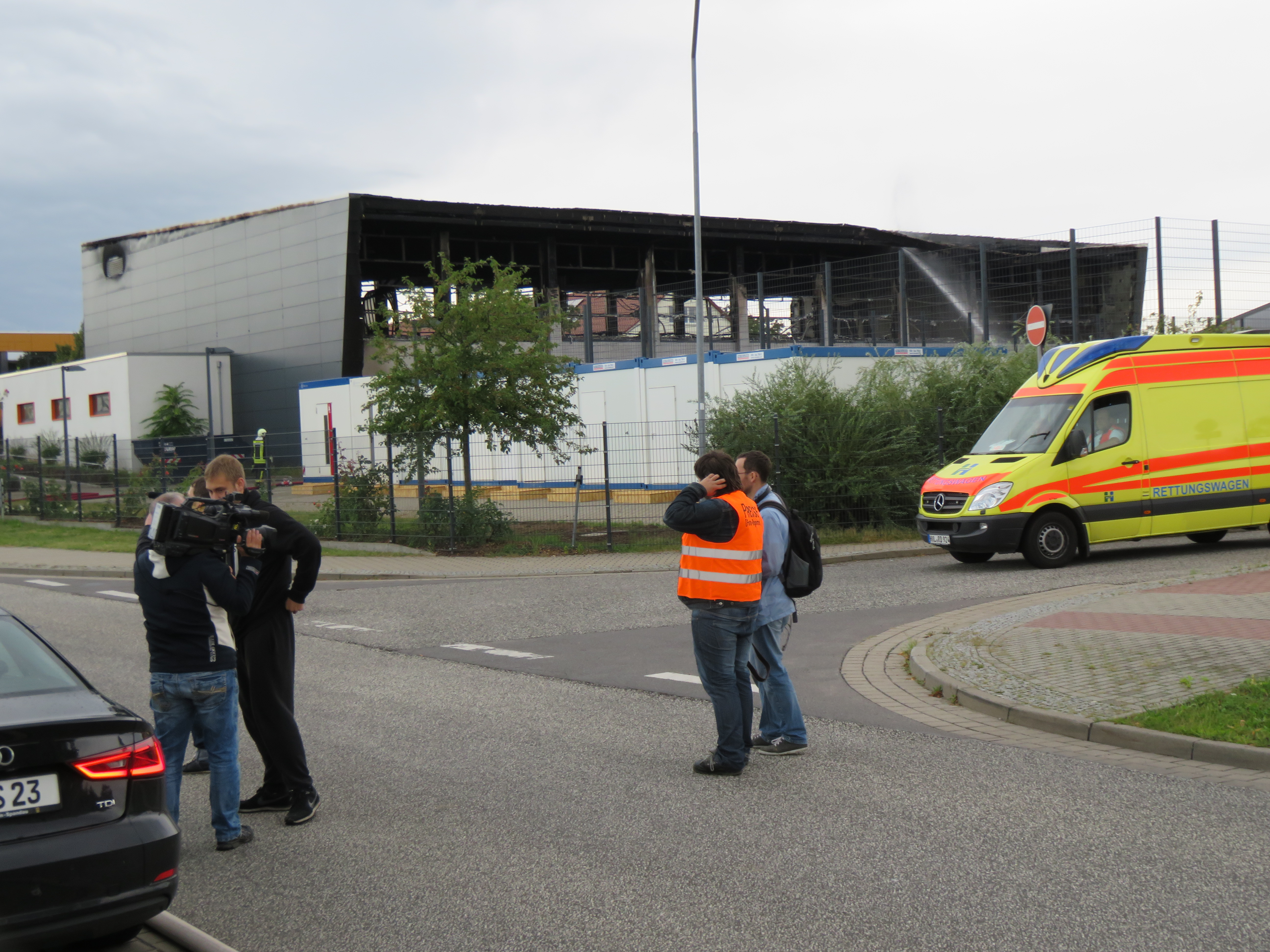
Ausgebrannte Flüchtlingsunterkunft, August 2015

Die völlig veränderten Staatsstrukturen führten zu einem fundamentalen Wandel der städtischen Strukturen, Personalzusammensetzung und städtischen Einrichtungen. Kitas und Schulen wurden komplett neu ausgerichtet. Auch die städtische Verwaltung durchlief Transformationsprozesse. Der Anteil an Büroarbeitsplätzen stieg an, bei gleichzeitigem Abbau an Arbeitsplätzen im handwerklichen und produktiven Bereich. Städtische Kantinen und Küchen wurden abgebaut, die Büros mit Personalcomputern und Rechennetzen ausgestattet. Es setzten in den 1990er Jahren in der Stadtverwaltung anhaltende Personalabbauprozesse ein, da eine Überausstattung an Personalkräften vorhanden war, die den plötzlich gewandelten Qualifikations- und Aufgabenanforderungen der neuen Zeit nicht mehr entsprachen.
Nach den ersten Kommunalwahlen nach der Grenzöffnung am 6. Mai 1990 stellten vier Parteien die Stadtverordnetenversammlung. Die noch geltende Kommunalverfassung der DDR schrieb ein 40-köpfiges Gremium vor. Die Kommunalwahlen 1993 reduzierten die Anzahl der Stadtverordneten auf 22 Mitglieder. Das Wahlergebnis brachte der SPD die absolute Mehrheit mit 22 Mandaten. Verbunden mit der Kommunalwahl 1993 war dies die erste Urwahl des Bürgermeisters. Aus dem Kreis der drei Kandidaten Werner Appel (SPD), Dirk Bütow (CDU) und Robert Heller (BüBü) ging Werner Appel als Wahlsieger hervor. Mit 74 % der abgegebenen Stimmen führte Werner Appel die bereits 1991 begonnene Amt weiter. Die Bürgerinitiative für gerechte Gebühren initiierte mit einer Unterschriftensammlung das in der Gemeindeordnung verankerte Recht des Abwahlverfahrens des Bürgermeisters. Am 16. Juni 1996 scheiterte das Abwahlbegehren an dem vorgegebenen Quorum von 25 % der Wahlberechtigten.
Mit Verabschiedung des „Gewerbegesetzes der DDR vom 6. März 1990“ wurde erstmals nach der Ära der sozialistischen Planwirtschaft die Gewerbefreiheit erklärt. Mit dem Beitritt zur Bundesrepublik am 3. Oktober 1990 galt automatisch die Gewerbeordnung der Bundesrepublik Deutschland auch für das Territorium der neuen Bundesländer. Waren in der Vorwendezeit jährlich lediglich ein bis sieben Gewerbeanmeldungen in einem Jahr zu verzeichnen, begann mit der Einführung der Gewerbefreiheit eine regelrechte Gründerzeit. Die Gewerbeanmeldungen schnellten 1990 auf über 250 pro Jahr hoch; ab 1993 pegelte sich die Anzahl auf einen etwa gleichbleibenden Stand von etwa jährlich 150 ein.
Die Stadt Kreuztal fragte 1990 in Nauen an, ob eine Kontaktaufnahme gewünscht sei. Diese Frage wurde von dem damaligen Nauener Bürgermeister Wolfgang Seeger positiv beschieden und zugleich mit einer Einladung nach dort verbunden. Im November des Jahres trafen Stadtdirektor Erdmann, Stadtbaurat Koch und Dezernent Siebel aus Kreuztal in Nauen ein, um festzustellen, ob und in welcher Weise eine Unterstützung möglich sei. Der Einblick in die Ausstattungssituation der Freiwilligen Feuerwehr Nauens führte spontan dazu, dass ein in Kreuztal überzähliger Rüstwagen angeboten wurde. Auf die Kreuztaler Gegeneinladung fuhr Ende Januar 1991 eine Delegation aus Nauen nach Kreuztal mit dem Auftrag der Stadtverordnetenversammlung, eine Städtepartnerschaft mit einer Kommune aus Westdeutschland herzustellen. Schnell wurden die Absichten der Partnerschaftserklärungen in die Tat umgesetzt. Am 23. Februar 1991 erfolgte der Abschluss des Partnerschaftsvertrages mit Kreuztal.
Das 700-jährige Stadtjubiläum Nauens wurde 1992 über das gesamte Jahr hinweg mit vielen Jahresprogrammpunkten begangen. Neben einem großen historisierenden Umzug gab es eine vermehrte publizistische Tätigkeit rund um die Jubiläumsfeierlichkeiten im regionalen Bereich. Bekannte Landespolitiker besuchten öffentlichkeitswirksam die Stadt. Auch die Stadtpartnerschaft mit Kreuztal wurde im Rahmen der Feierlichkeiten vertieft und ausgebaut.
Die Zuckerfabrik Nauen wurde 1993 aufgelöst. Viele weitere ehemalige DDR-Betriebe wurden ebenfalls abgewickelt, die Anzahl der Arbeitslosen stieg rasch. Dem wirtschaftlichen Strukturwandel wurde mit der Entwicklung von neuen Gewerbegebieten begegnet. In den neu entstandenen Arealen siedelten sich teils namhafte Unternehmen an. So produziert Wirthwein in seiner Niederlassung Nauen seit Mitte der 1990er Jahre jährlich um die 500.000 Waschmaschinen. Um die Wohnungsnot in der Kernstadt zu lindern, entstand ab 1994 ein großer neuer Wohnpark in der Hamburger Straße, das erste größere Neuinvestitionsprojekt in Nauen nach der politischen Wende.
Bauliche Investitionen wurden ab 1993 vermehrt umgesetzt, der bauliche Sanierungsstau in der Kernstadt wurde so bis etwa 2005 kontinuierlich abgetragen:
- 21. April 1993 Grundsteinlegung des Hausgerätewerkes Nauen
- 14. Juni 1993 Grundsteinlegung für die Rekonstruktion des Nauener Stadtbades
- 27. August 1993 Baubeginn des Gewerbegebietes „Nauen-Ost“
- 01. Oktober 1993 Richtfest des Turmes der St. Jacobi-Kirche (Sanierung)
- 29. Oktober 1993 Richtfest Einkaufszentrum Dammstraße
- 15. November 1993 Grundsteinlegung „Wohnpark Hamburger Straße“[37]

Durch die Zusammenlegung des Landkreises Nauen mit dem Landkreis Rathenow zum Landkreis Havelland im Dezember 1993 verlor Nauen seinen Status als Kreisstadt an Rathenow, behielt aber Teile der Landkreisverwaltung. Über ein Landesgesetz erhielt die Stadt für die Dauer von vier Jahren finanzielle Kompensation in Form einer Investitionspauschale.
Nauen wurde am 18. Oktober 2001 Mitglied in der „Arbeitsgemeinschaft Städte mit historischen Stadtkernen des Landes Brandenburg“. Dadurch rückte die Altstadtsanierung in den Mittelpunkt der Stadtpolitik.
Die angeordnete Stasiaufarbeitung bei Nauenern Mandatsträgern und leitenden Angestellten in Nauen endete nach 2012.
Durch die Inkorporation von 13 Gemeinden des vormaligen Amts Nauener Land veränderte sich der städtische Charakter grundlegend. Die sprunghaft gewachsene Flächengemeinde erfuhr durch die Fusionierung zweier kommunaler Verwaltungen in den Folgejahren eine quantitative und qualitative Ausweitung ihrer Aufgaben. Infrastrukturaufwendungen, Erneuerungsmaßnahmen und gewachsene Bedarfe an öffentlichen Gütern wie zum Beispiel Schulplätze und Kitaplätze führten seit 2010 zu gestiegenen Investitionen in den Ausbau der Schul- und Kitainfrastruktur auf dem Gemeindegebiet.
Als 2015 zahlreiche Flüchtlinge nach Deutschland kamen, sollte in Nauen eine Flüchtlingsunterkunft für ca. 100 Menschen eingerichtet werden. In der Nacht vom 24. auf den 25. August 2015 wurde ein Brandanschlag auf den Gebäudekomplex verübt, sodass Nauen in der Folge in den Medien häufig als „Zentrum der rechtsextremen Szene in Brandenburg“ bezeichnet wurde. Mit dem Toleranzfest Nauen stellen sich seitdem mehr als 30 Organisationen und die Stadtverwaltung dieser Entwicklung entgegen. Sie wollen auf friedliche Weise signalisieren, dass sich die Mehrheit der Einwohner der Stadt für ein tolerantes, demokratisches und solidarisches Miteinander der Menschen einsetzt.

### Eingemeindungen
Zur Stadt Nauen gehörten vor dem Jahr 2003 die drei Ortsteile Neukammer, Schwanebeck sowie die Waldsiedlung (Am Weinberg). Im Jahr 2003 beschloss der Landtag Brandenburg am 24. März eine Gemeindegebietsreform. Diese Reform betraf im Landkreis Havelland auch das Amt Nauen-Land, welches sich bis dahin aus 14 Gemeinden zusammengesetzt hatte. Von diesen 14 Gemeinden wurden mit Wirkung zum 26. Oktober 2003 insgesamt 11 Gemeinden Ortsteile der Stadt Nauen: Berge, Bergerdamm, Börnicke, Groß Behnitz, Kienberg, Klein Behnitz, Lietzow, Markee, Ribbeck, Tietzow und Wachow. 

## Bevölkerungsentwicklung
| Jahr | Einwohner |
| ---- | --------- |
| 1875 | 06.929    |
| 1890 | 08.120    |
| 1910 | 09.176    |
| 1925 | 09.625    |
| 1933 | 10.659    |
| 1939 | 11.907    |

| Jahr | Einwohner |
| ---- | --------- |
| 1946 | 13.106    |
| 1950 | 13.521    |
| 1964 | 12.090    |
| 1971 | 11.828    |
| 1981 | 11.787    |
| 1985 | 11.543    |

| Jahr | Einwohner |
| ---- | --------- |
| 1990 | 10.965    |
| 1995 | 10.355    |
| 2000 | 10.807    |
| 2005 | 16.649    |
| 2010 | 16.684    |
| 2015 | 16.943    |

| Jahr | Einwohner |
| ---- | --------- |
| 2020 | 18.540    |
| 2021 | 18.854    |
| 2022 | 19.152    |
| 2023 | 19.372    |
| 2024 | 19.679    |

Gebietsstand des jeweiligen Jahres, Einwohnerzahl: Stand 31. Dezember (ab 1991), ab 2011 auf Basis des Zensus 2011, ab 2022 auf Basis des Zensus 2022
Die Zunahme der Einwohnerzahl 2005 ist auf die Eingliederung mehrerer Gemeinden im Jahr 2003 zurückzuführen.

## Politik

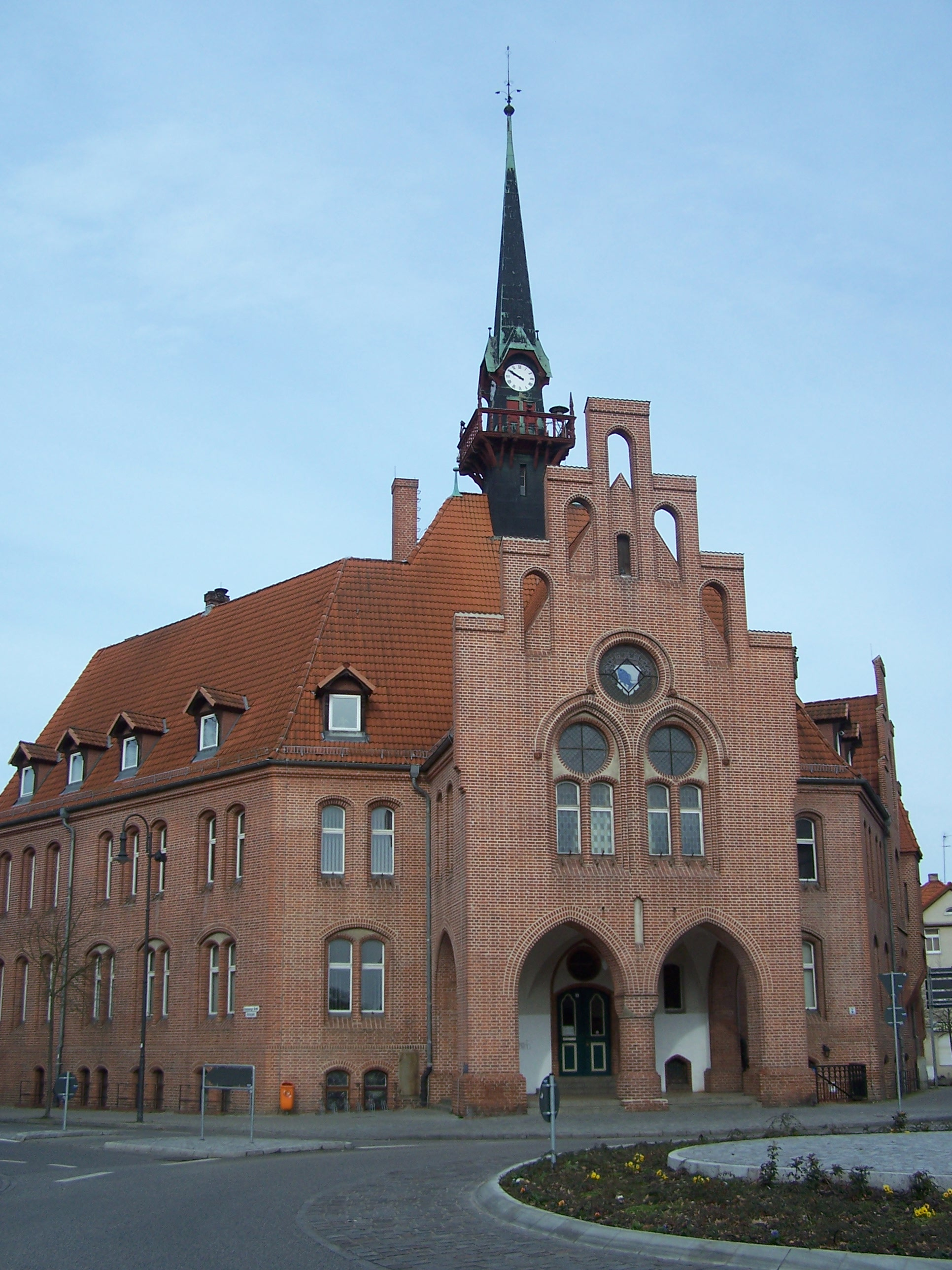
Rathaus, oberhalb des Eingangsportals im oberen der drei Rundfenster mittig das Stadtwappen

### Stadtverordnetenversammlung
Die Stadtverordnetenversammlung von Nauen besteht aus 28 Stadtverordneten und dem hauptamtlichen Bürgermeister. Die Kommunalwahl am 9. Juni 2024 führte bei einer Wahlbeteiligung von 54,1 % zu folgendem Ergebnis:
| Partei / Wählergruppe                    | Stimmenanteil 2019 | Sitze 2019 |        | Stimmenanteil 2024 | Sitze 2024 |
| ---------------------------------------- | ------------------ | ---------- | ------ | ------------------ | ---------- |
| Wir für Nauen                            | –                  | –          | 30,2 % | 8                  |            |
| AfD                                      | 13,8 %             | 4          | 24,4 % | 7                  |            |
| Ländliche Wählergemeinschaft Nauen (LWN) | 23,9 %             | 7          | 15,7 % | 4                  |            |
| CDU                                      | 13,8 %             | 4          | 15,7 % | 4                  |            |
| Wählergruppe Bauern                      | 04,3 %             | 1          | 05,9 % | 2                  |            |
| Unabhängige Wähler Nauen (UWN)           | –                  | –          | 02,9 % | 1                  |            |
| FDP                                      | 02,8 %             | 1          | 02,2 % | 1                  |            |
| Wählergruppe Bürgerfreundlichkeit        | –                  | –          | 02,1 % | 1                  |            |
| Nauener Wählerbund (NWB)                 | –                  | –          | 01,0 % | –                  |            |
| SPD                                      | 20,9 %             | 6          | –      | –                  |            |
| Die Linke                                | 09,4 %             | 2          | –      | –                  |            |
| Bündnis 90/Die Grünen                    | 06,6 %             | 2          | –      | –                  |            |
| Listenvereinigung 1                      | 04,5 %             | 1          | –      | –                  |            |
| Insgesamt                                | 100 %              | 28         | 100 %  | 28                 |            |

### Bürgermeister
- 1960–31. Dezember 1962: Willy Voutta (SED)
- 1. Januar 1963–27. Oktober 1965: Grete Richter (SED)
- November 1965–11. Juni 1971: Edith Hudi (SED)
- 1. Juli 1971–29. Juli 1982: Gerhard Buchholz (SED)
- 1. August 1982–5. Mai 1990: Alfred Kuhn (SED),
- 5. Juni 1990–17. April 1991: Wolfgang Seeger (SPD)
- 17. April 1991–25. Januar 2002: Werner Appel (SPD)
- 2002–2017: Detlef Fleischmann (SPD)[51]
- seit 2017: Manuel Meger (Ländliche Wählergemeinschaft Nauen)

Wolfgang Seeger wurde in der konstituierten Sitzung der StVV am 5. Juni 1990 zum Bürgermeister gewählt. Abstimmungsergebnis: 32 × Ja, 3 × Nein, 2 × Enth. von 37 Anwesenden (40 Stadtverordnete).
Manuel Meger wurde in der Bürgermeisterstichwahl am 15. Oktober 2017 mit 50,6 % der gültigen Stimmen gewählt. Seine Amtszeit beträgt acht Jahre.

### Wappen
| Wappen von Nauen | Blasonierung: „In Silber ein schrägrechtsgestellter blauer Karpfen.“ |
| Wappen von Nauen | Wappenbegründung: Schon seit rund 600 Jahren führt Nauen einen Fisch im Wappen. Ursprünglich einen Hecht, zeigt es ab 1720 einen Karpfen. Höchstwahrscheinlich führten die einstigen Besitzer von Nauen einen Fisch als Familienzeichen, der dann ins Stadtwappen übernommen wurde. Andere Vermutungen besagen, dass die frühere wasserreiche Umgebung des Luches und somit die Fischerei Veranlassung gewesen sein kann, dieses für die heutige „trockene“ Lage der Stadt etwas merkwürdige Wappenbild zu wählen. Das Wappen wurde am 7. Januar 1994 durch das Ministerium des Innern genehmigt. |

### Flagge
Die Flagge ist Blau – Weiß (1:1) gestreift und mittig in der oberen Hälfte der Flagge mit dem Stadtwappen belegt.

### Dienstsiegel
Das Dienstsiegel zeigt das Wappen der Stadt mit der Umschrift: „STADT NAUEN • LANDKREIS HAVELLAND“.

### Städtepartnerschaften
Berliner Bezirk Spandau, Deutschland, seit 1988, Spandau liegt 24 km entfernt

 Kreuztal, Deutschland, seit 1991. Kreuztal liegt in Nordrhein-Westfalen und ist 388 km entfernt.

## Sehenswürdigkeiten und Kultur

### Bauwerke

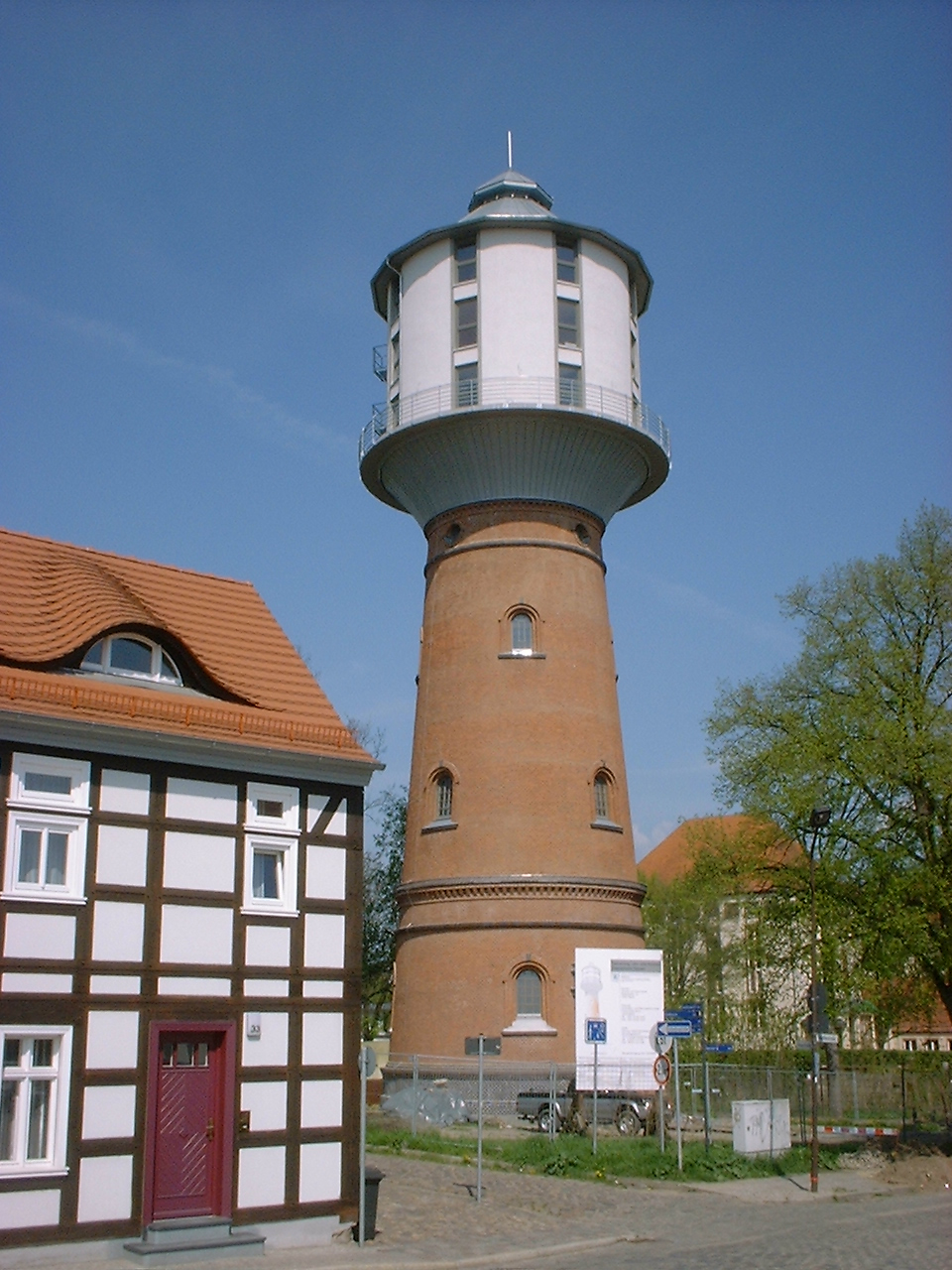
Wasserturm Nauen
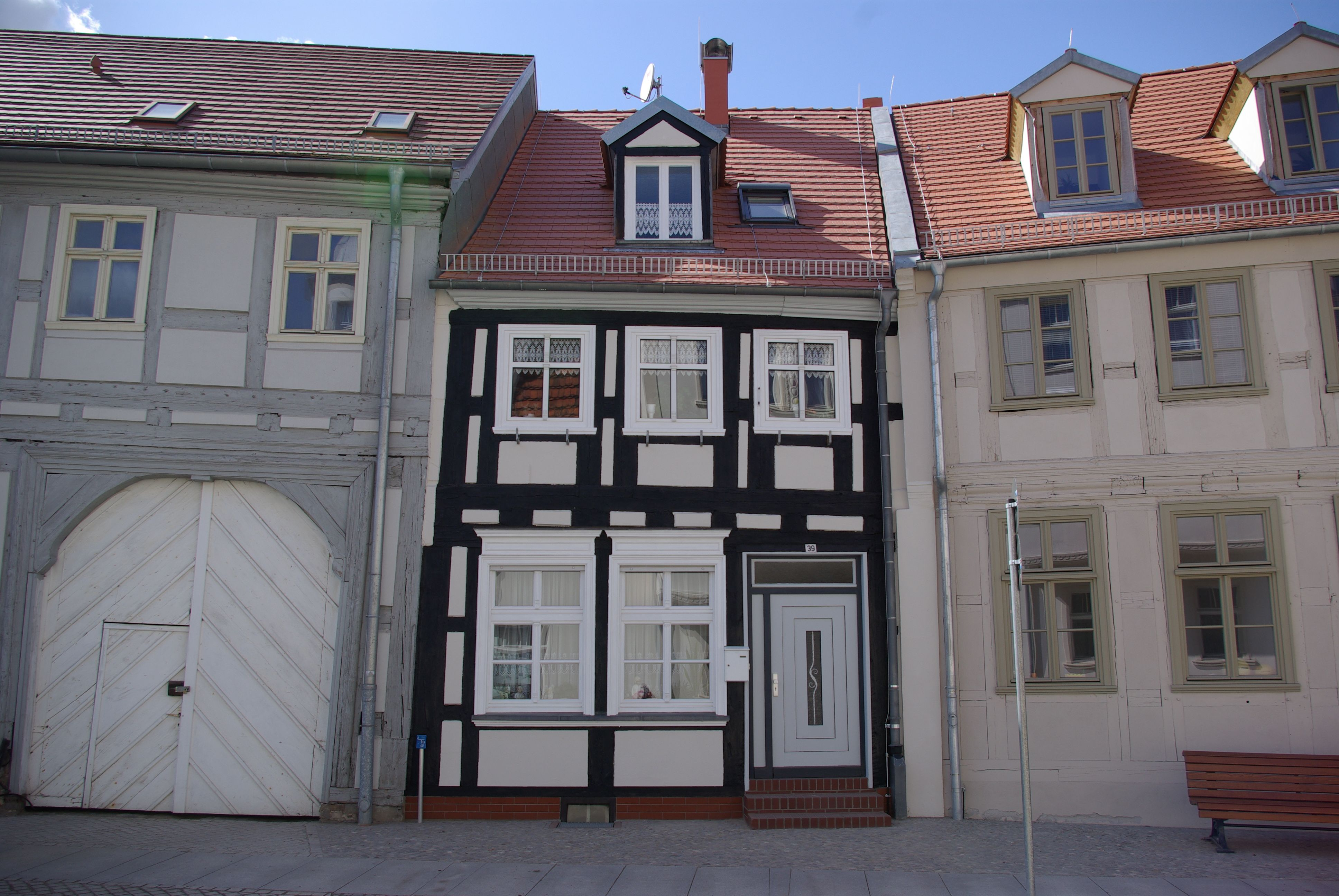
Schmales Fachwerkhaus in der Altstadt von Nauen (Goethestraße)
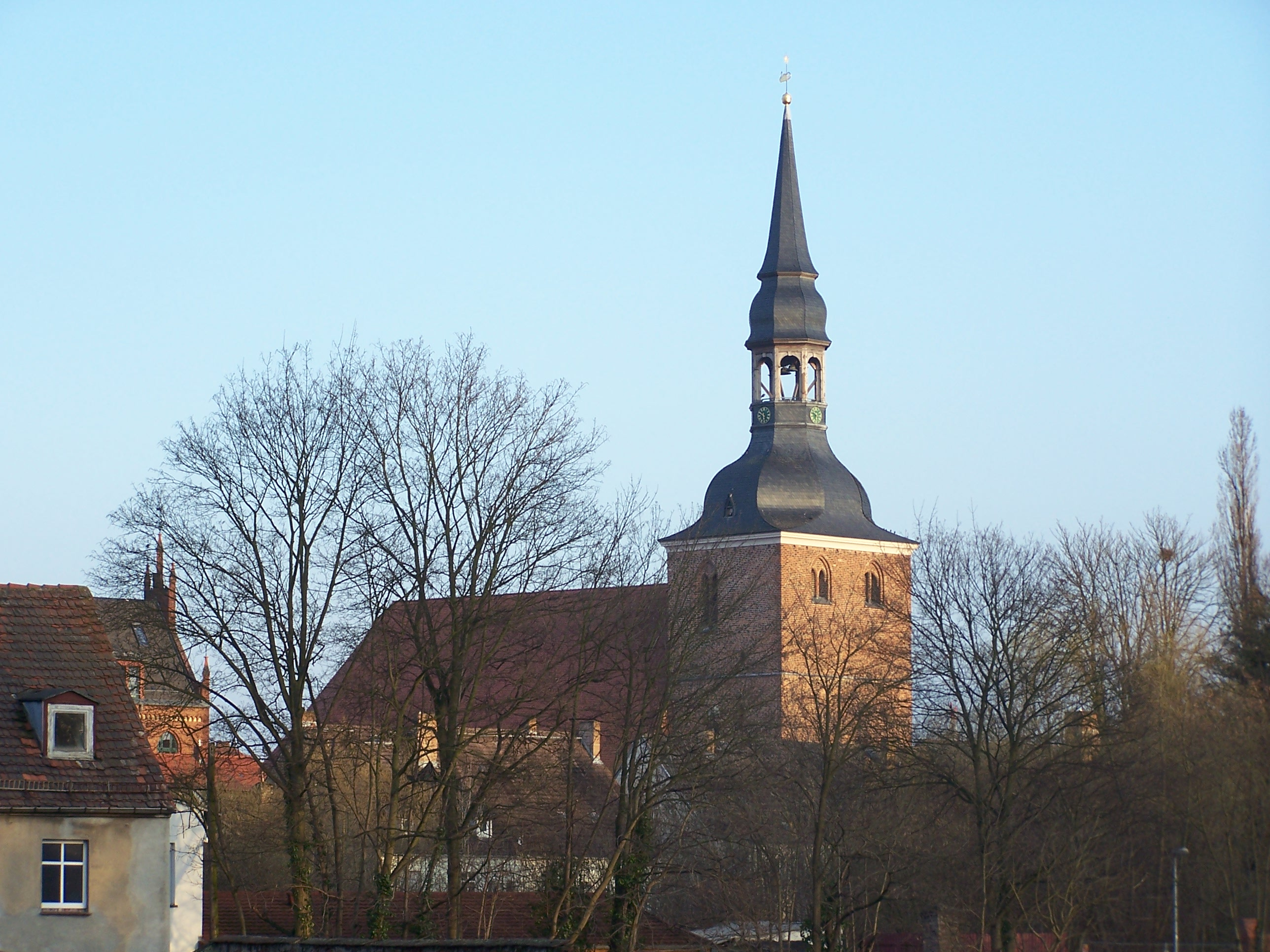
Evangelische Kirche St. Jacobi
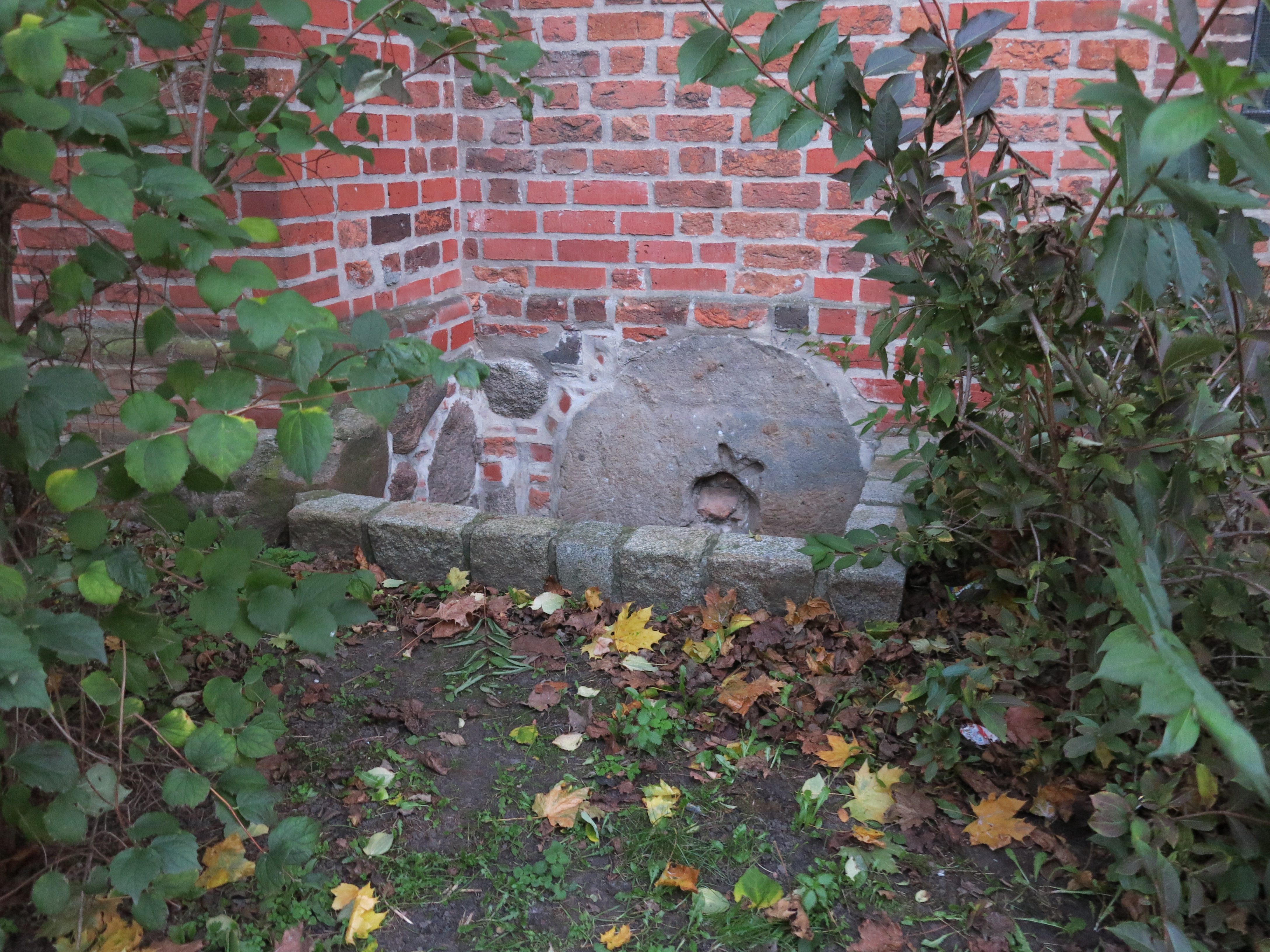
Mühlstein im unteren Teil des Mauerwerkes der St. Jacobikirche. Unklar ist, ob dies ein Zeichen des Sieges, wie häufig im norddeutschen Raum, über die heidnischen Slawen ist.
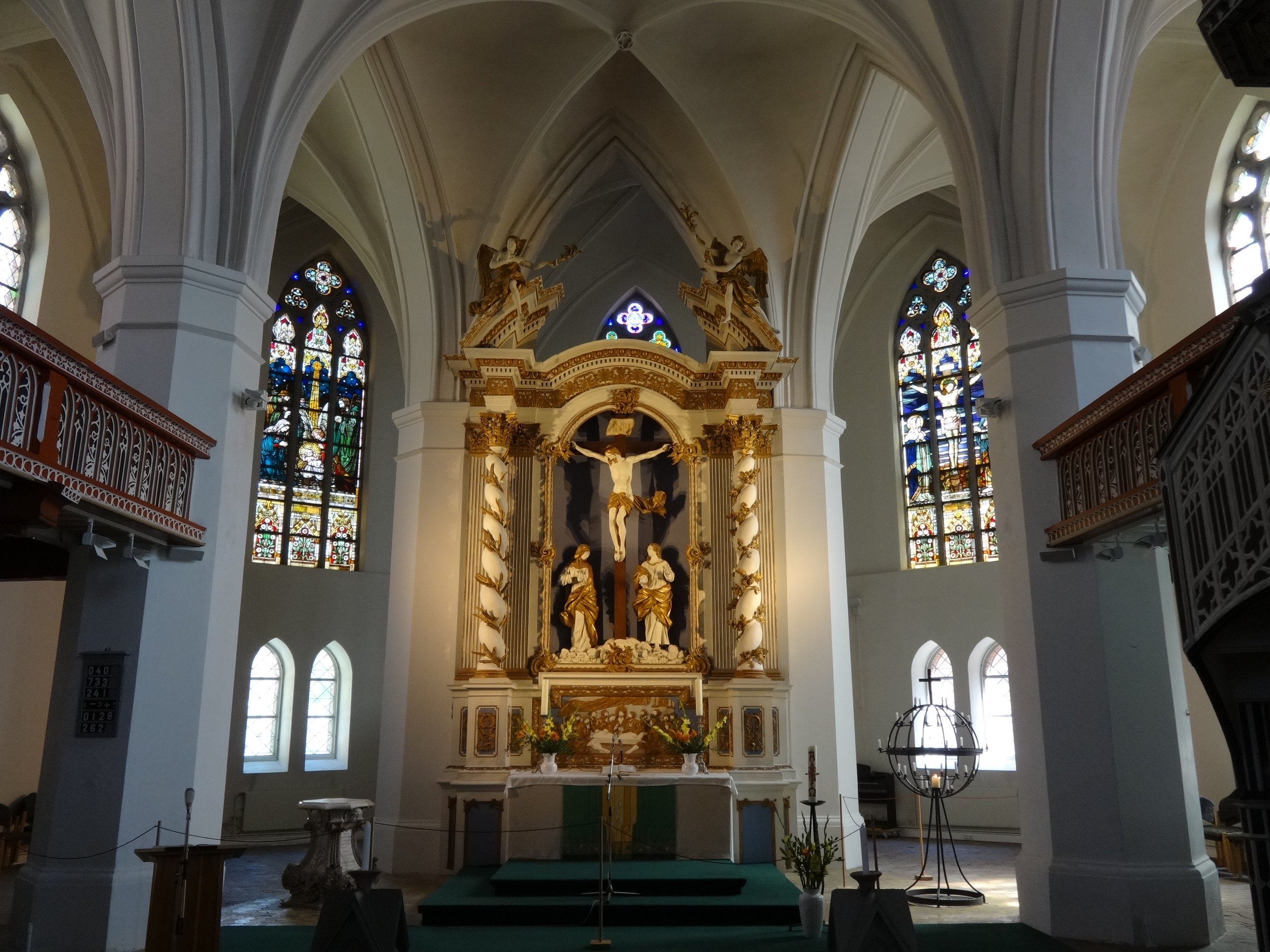
Hochaltar von St. Jacobi
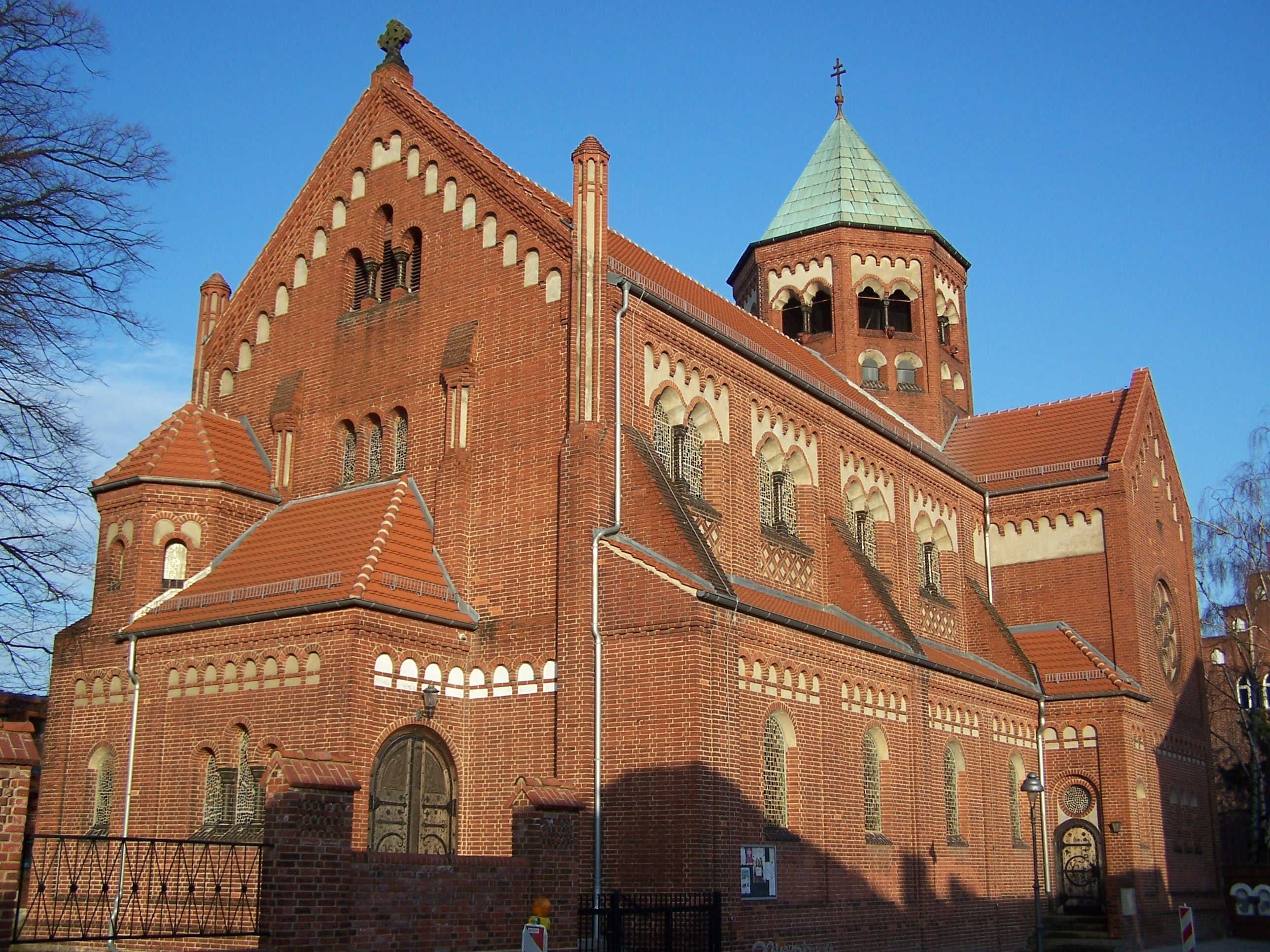
Katholische Kirche St. Peter und Paul
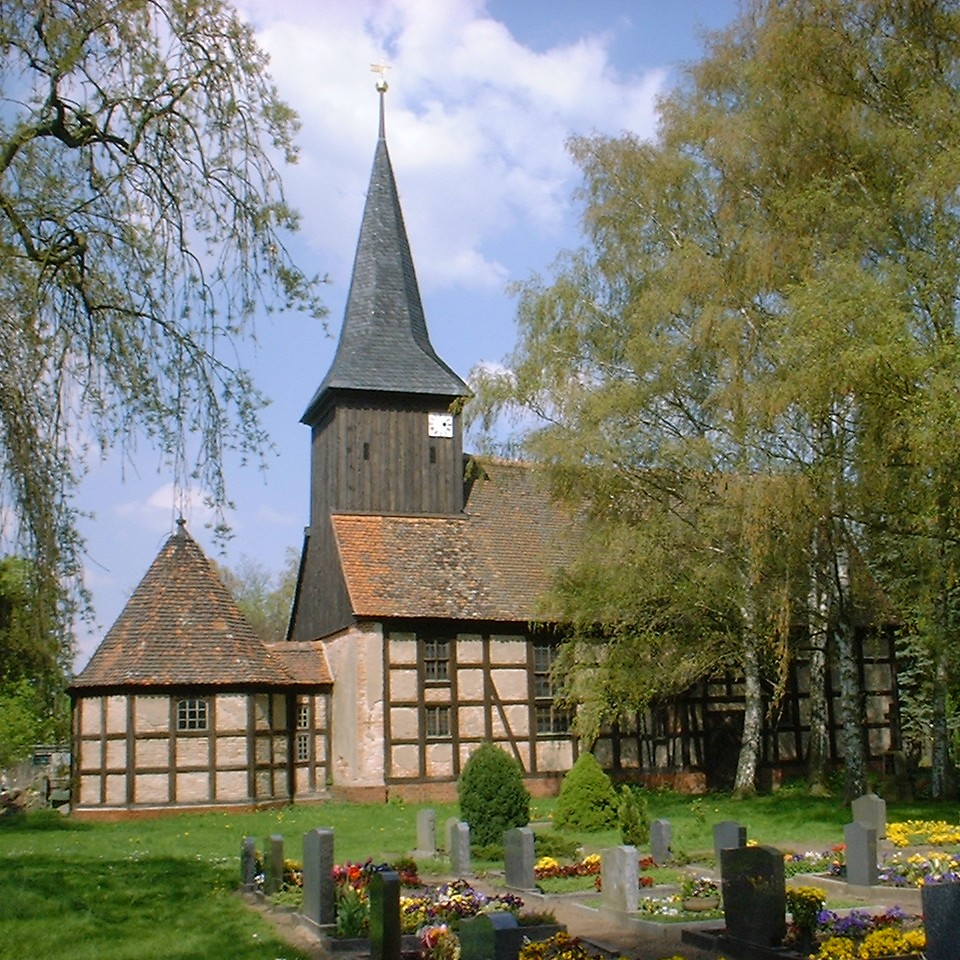
Christuskirche in Markee
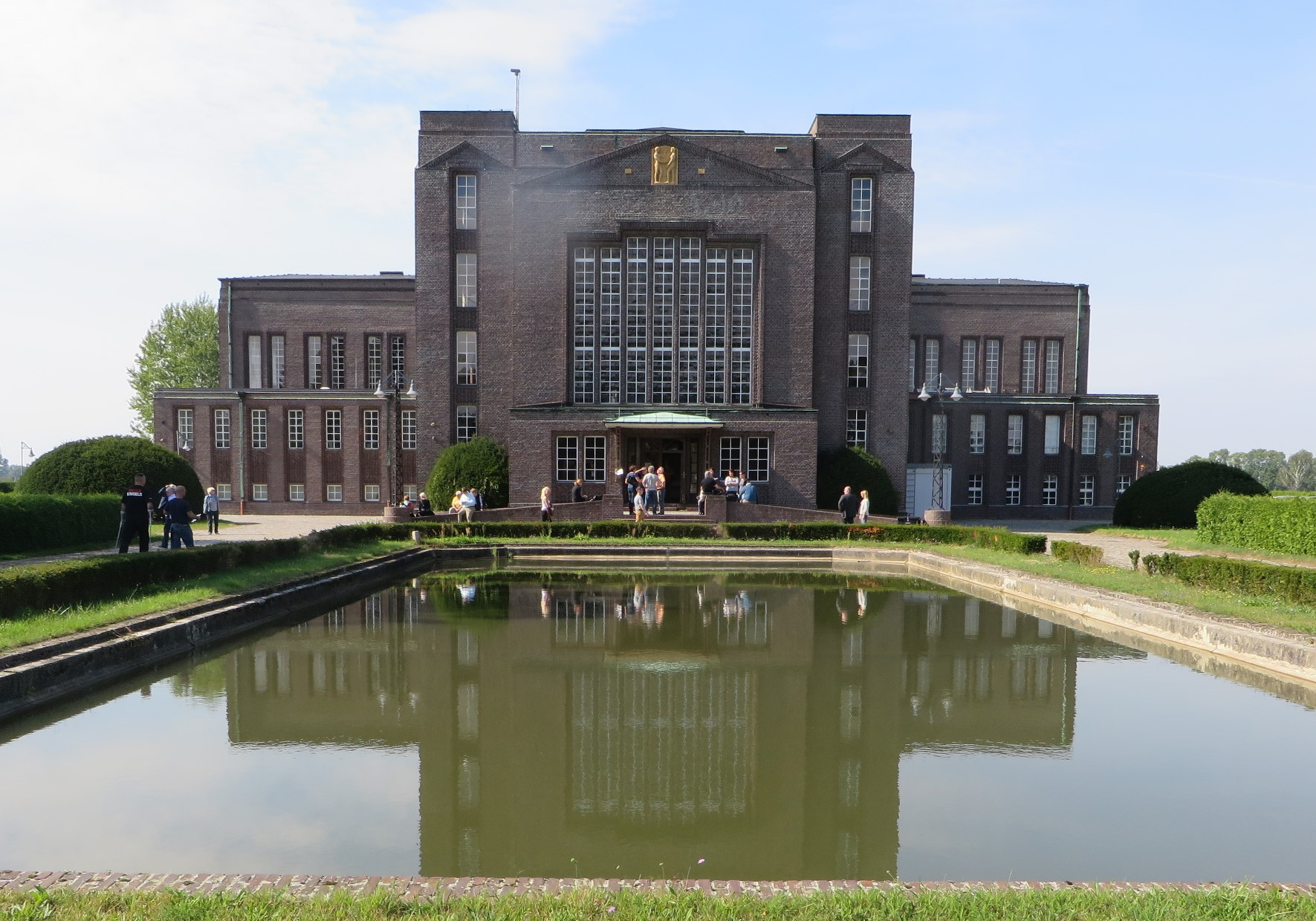
Hauptgebäude der Großfunkstelle Nauen von Hermann Muthesius

#### Theater der Freundschaft und Museum
Das Theater der Freundschaft ist ein bedeutendes Bauwerk des sozialistischen Klassizismus der DDR der 1950er Jahre. Es befindet sich am Rand der Altstadt in der Stadtmitte.
Die Reste des vormaligen Museums der Stadt Nauen können nach Voranmeldung weiter als Dauerausstellung besichtigt werden.

#### St. Jacobi
Die Kirche St. Jacobi geht auf das Spätmittelalter zurück. Um 1400 ließen die Nauener die Kirche erbauen, die architektonisch der Backsteingotik zuzurechnen ist. Erst ein halbes Jahrhundert später, in der zweiten Hälfte des 15. Jahrhunderts, war der Chor mit dem Altar fertiggestellt. Im Zuge der Reformation wurde die Kirche im 16. Jahrhundert evangelisch. Ende des 17. Jahrhunderts zerstörte ein Brand das Gebäude, woraufhin die Gemeinde das Gotteshaus im Jahr 1695 wiedererrichten ließ. Zwölf Jahre später, im Jahr 1707, wurde der 55 Meter hohe Turm mit seiner barocken Haube auf den ursprünglichen Unterbau aufgesetzt. Gegen Ende des 19. Jahrhunderts erhielt die Kirche eine 1874 gebaute Orgel aus der Werkstatt Heerwagen.

#### Weitere Kirchen
- Die Dorfkirche Markee in Markee entstand 1697 als Ersatz für den baufälligen Vorgängerbau. Sie enthält vorreformatorische Apostelfiguren, ein Bild aus der Cranach-Schule, eine Altarkanzel und eine Empore aus der Zeit um 1700 sowie Art-déco-Ausmalungen aus den 1930er Jahren.
- Von 1905 bis 1906 wurde die Katholische Kirche St. Peter und Paul im Stil einer neuromanischen Backsteinbasilika erbaut.
- Die Dorfkirche Markau hat nach dem Dehio-Handbuch eine „ungewöhnlich aufwändige und qualitätvolle“ barocke Ausstattung.

#### Historische Altstadt
In der historischen Altstadt befinden sich einige Gebäude, die im Zeitraum zwischen dem 17. Jahrhundert und dem 20. Jahrhundert entstanden. Dazu gehören der zwischen 1888 und 1891 fertiggestellte Rathausplatz mit dem Rathaus als neugotischem Backsteinbau sowie das Sittelsche Haus. Der Wasserturm an der Mauerstraße / Ecke Goethestraße wurde 1898 erbaut und 2006 renoviert; er beinhaltet jetzt Nauens höchste Wohnung. Zwischen 1999 und 2002 sanierte man in der Innenstadt das im Jugendstil errichtete Voßsche Haus (Mittelstraße 33) sowie das Barzsche Haus (Mittelstraße 12–16) und schließlich das Rumpffsche Haus.

#### Gedenkstätten
- Gedenkstein für die KZ-Opfer von Börnicke auf dem Gelände der einstigen Fabrik aus dem Jahr 1975
- Gedenkstein an der ehemaligen Synagoge in der Goethestraße 11 aus dem Jahr 1988. Im gleichen Jahr stellte man auf dem Jüdischen Friedhof Am Weinberg eine Skulptur des Künstlers Ingo Wellmann zur Erinnerung an die verfolgten und ermordeten jüdischen Mitbürger auf.
- Gedenktafel an der ehemaligen Synagoge in Nauen, 2022Ehemaliger Jüdischer Friedhof Nauen, 2022

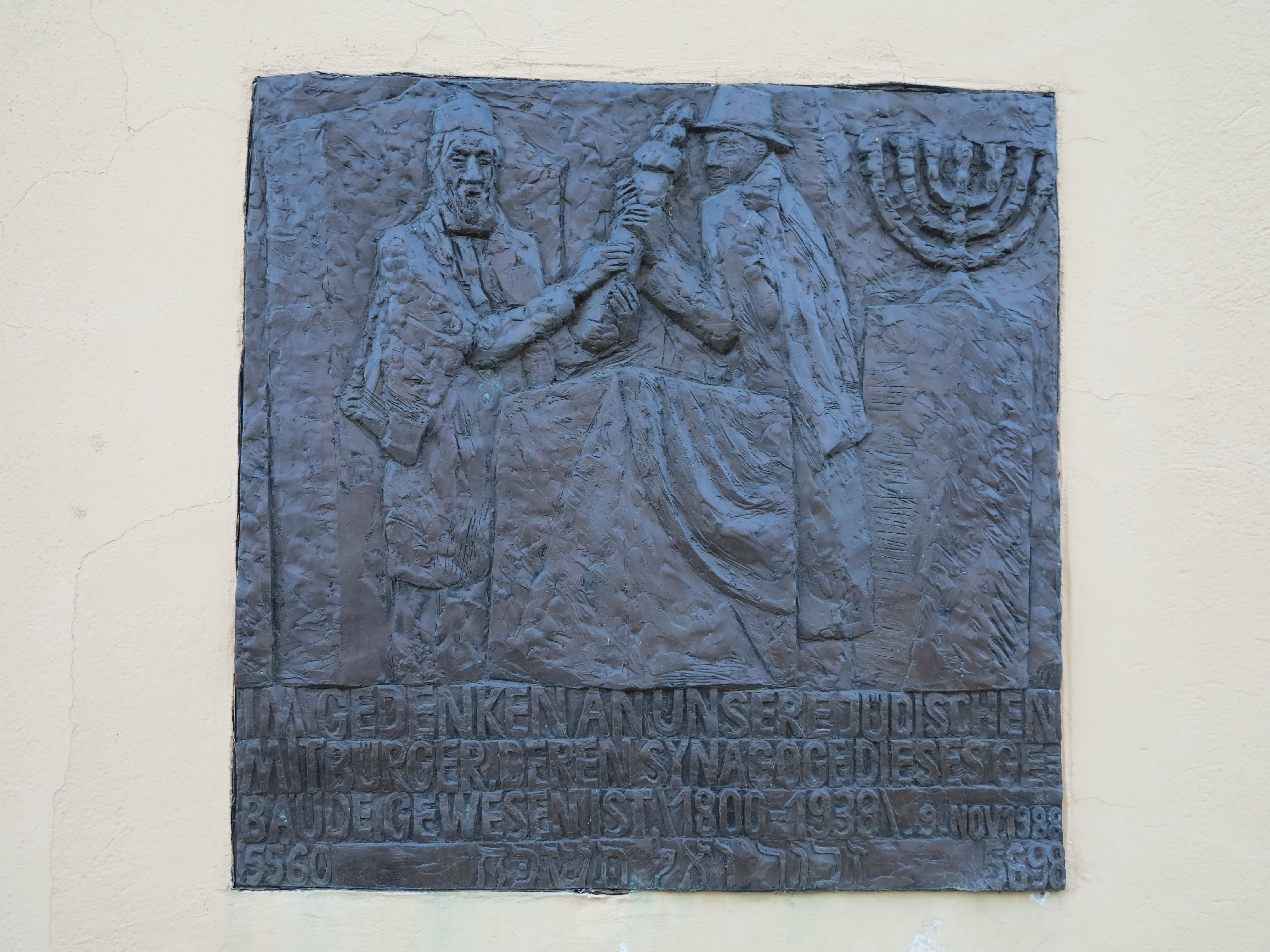
Gedenktafel an der ehemaligen Synagoge in Nauen, 2022

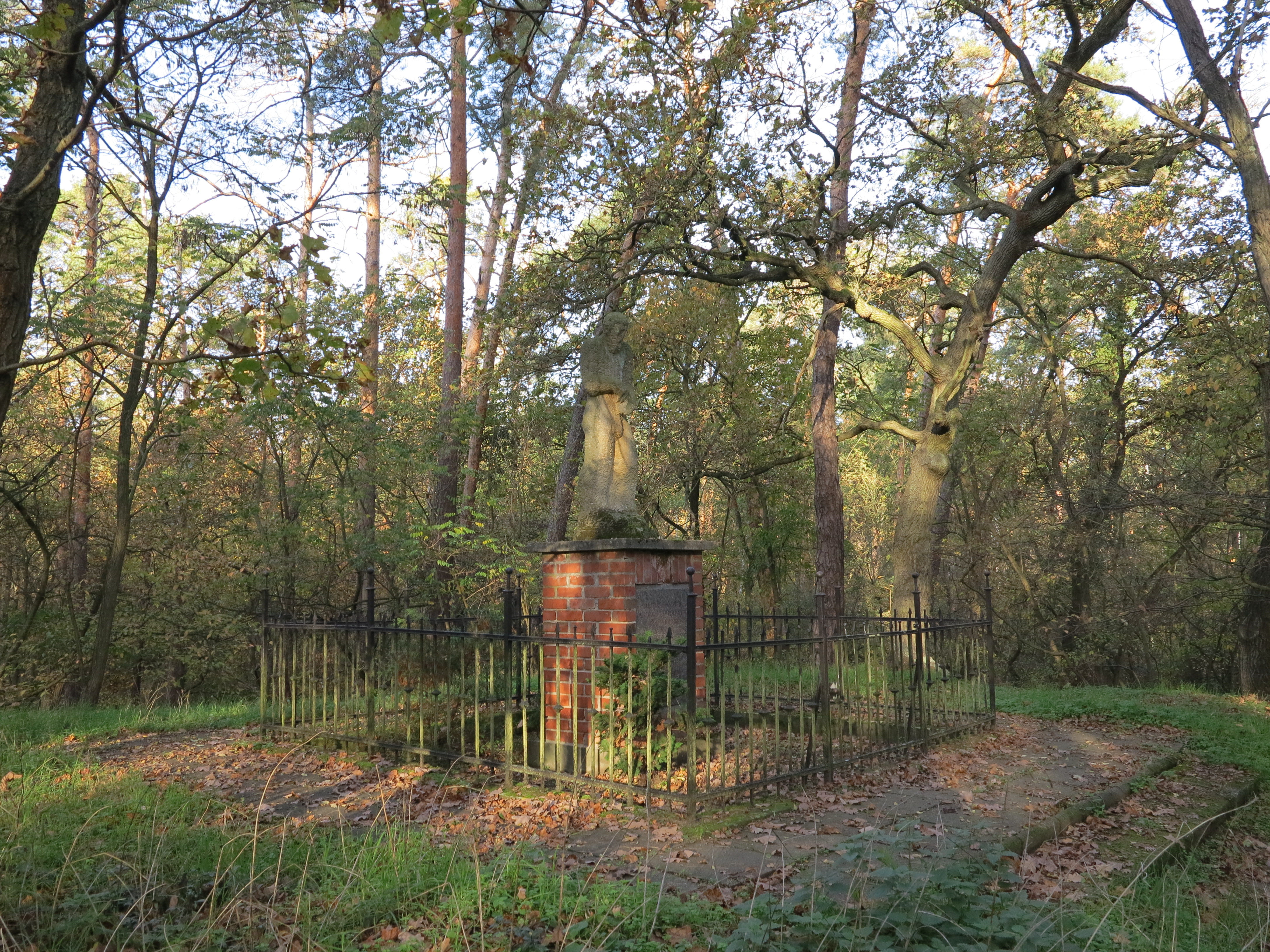
Ehemaliger Jüdischer Friedhof Nauen, 2022

- Sowjetischer Ehrenfriedhof: Er erinnert an die in den letzten Tagen des Zweiten Weltkriegs getöteten sowjetischen Soldaten der Roten Armee sowie zusätzlich an die während des Zweiten Weltkriegs in Nauen umgekommenen Zwangsarbeiter anderer Nationen. Der Friedhof befand sich ehemals an der Berliner Straße, wurde aber nach der Wiedervereinigung auf den Städtischen Friedhof verlegt.
- In der Stadt sind mehrere Stolpersteine zur Erinnerung an vormals ansässige Opfer des Nationalsozialismus verlegt.

### In den Medien
Nauen diente als Kulisse für die Produktion von 16 Filmen. So wurden Teile des DEFA-Spielfilms Solo Sunny, der im Jahr 1980 erschien, in der Marktstraße in Nauen gedreht. In Inventing Anna stellt Nauen die rheinische Stadt Eschweiler dar.

## Wirtschaft und Infrastruktur

### Überblick
Bezüglich seiner infrastrukturellen und wirtschaftsgeografischen Bedeutung bildet Nauen neben Falkensee und Rathenow eines von drei Mittelzentren im Landkreis Havelland.
Bis 1990 war Nauen der Sitz des Ausrüstungskombinats für Rinder- und Schweineanlagen, welches direkt dem Ministerium für Land-, Forst- und Nahrungsgüterwirtschaft unterstand.
Seit 1994/1995 baut der Hausgerätekonzern BSH in Nauen Waschmaschinen und Trockner.

### Funksende- und Windkraftanlagen

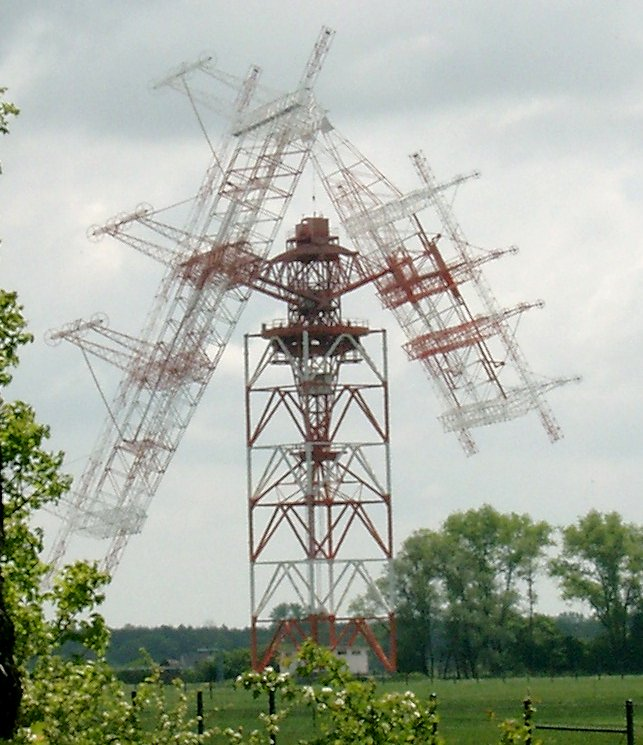
Drehstandantenne beim Ortsteil Waldsiedlung

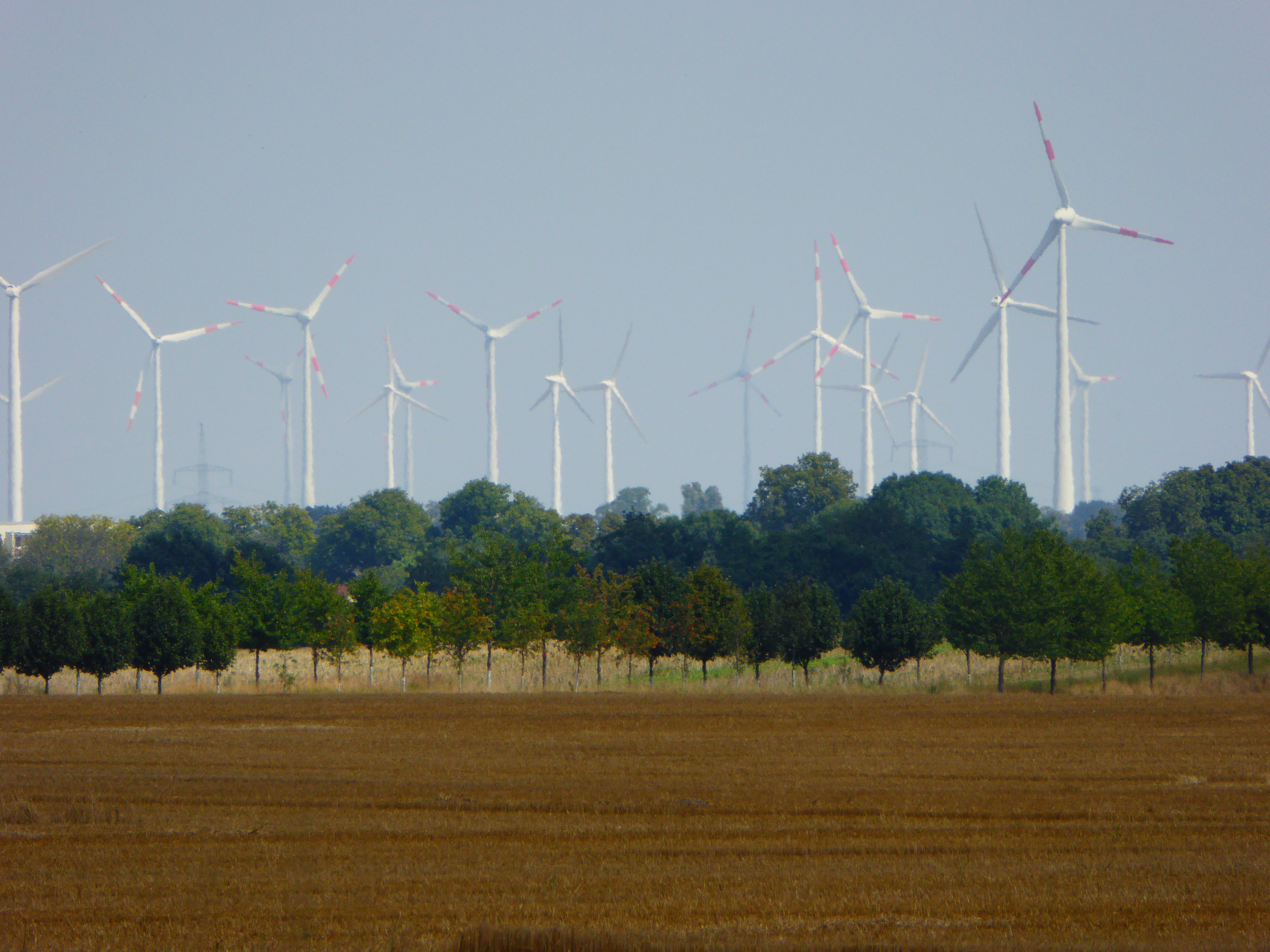
Windkraftanlagen auf der „Nauener Platte“ beim Ortsteil Groß Behnitz

Im ersten Viertel des 20. Jahrhunderts wurde in der Großfunkstelle Nauen bedeutende Pionierarbeit in der Funktechnik geleistet. Diese Leistungen trugen der Stadt den Beinamen „Funkstadt“ ein.
Nauen ist seit dem 19. August 1906, als die Großfunkstelle für drahtlose Telegraphie in Betrieb genommen wurde, Standort bedeutender Sendeanlagen (52° 8′ 51″ N, 12° 54′ 31″ O). Anfangs diente die Anlage dazu, Telegramme über weite Strecken auch ohne Kabel zu übertragen, mit dem Fernziel Funkkontakt zu den deutschen Kolonien in Afrika und Asien. Bis 1945 befand sich in Nauen ein großes Sendezentrum für Lang- und Kurzwelle, dessen Drahtantenne eine Fläche überspannte, die größer als das Fürstentum Monaco war. Die Tragmasten, die bis zu 260 Meter hoch waren, gehörten zu den höchsten Bauwerken Europas. Bereits 1913 wurden Reichweiten bis 6.400 Kilometer erreicht. Klar verständlich telefonierte man von hier nach Wien. Mit Beginn des Ersten Weltkriegs kam der Funkstelle auch militärische Bedeutung zu. Weil die Entente das Deutsche Überseekabel gekappt hatte, wurde die Anlage nun das Tor zur Welt. Von hier aus lenkte das Reich seine U-Boot-Flotte, hier hielt es den Kontakt in die Kolonien. Die von Telefunken betriebene Gesellschaft Transradio übernahm 1918 die Funkstation. Die Technik wurde schrittweise weiterentwickelt und ermöglichte bald Reichweiten bis zu 20.000 Kilometer. Nauen wurde durch diese Anlagen weltbekannt („Nauen kennt die Welt und die Welt kennt Nauen“).
Bis 1925 lag der Muthesiusbau, das Sendergebäude des Senders Nauen, fast direkt an der damaligen Fernverkehrsstraße 273. Infolge einer späteren Geländeerweiterung der Sendeanlagen umgeht die Straße seither das weiträumige Areal der Sendeanlage in großem Bogen ostwärts. Die Anlagen wurden 1945 demontiert und der Muthesiusbau zeitweise als Kartoffellager genutzt.
Ab 1954, in der DDR-Zeit wurden neue Sendeanlagen aufgebaut, insbesondere für Rundfunk und andere Funkdienste im Kurzwellenbereich. Beim Ausbau des Kurzwellenzentrums Nauen entstand 1976 eine 70 Meter hohe Drehstandantenne, die unter Denkmalschutz steht. Nach der deutschen Wiedervereinigung wurden einige Teile der Sendeeinrichtungen aus der DDR-Zeit demontiert. Allerdings wurden zwischen 1995 und 1997 in Nauen auch vier neue drehbare Antennen, die ALISS-Antennen, errichtet. Sie sind 80,5 Meter hoch, wiegen 280 Tonnen und haben eine Spannweite von 87 Metern. Hauptsächlich werden (arabischsprachige) Programme der Deutschen Welle auf Kurzwelle ausgestrahlt (Stand im Jahr 2024).
Die Nauener Platte ist im 21. Jahrhundert ein ausgewiesenes Windnutzungsgebiet, welches durch eine hohe Anzahl und Dichte von Windkraftanlagen charakterisiert wird.

### Verkehr

#### Straßenverkehr
Nauen liegt an der Bundesstraße B 5, die Hamburg mit Berlin verbindet. Die Entfernung nach Hamburg beträgt etwa 250 Kilometer, bis zum Berliner Bezirk Spandau 24 Kilometer. Auf dem Weg in die Bundeshauptstadt ist Nauen über die B 5 an den westlichen Berliner Ring (A 10) angeschlossen (Anschlussstelle Berlin-Spandau). Von Nauen führt die Bundesstraße B 273 zur Anschlussstelle Kremmen der A 24 und weiter nach Kremmen.
Nauen liegt am Havelland-Radweg, der von Berlin in den Naturpark Westhavelland führt.

#### Öffentlicher Personennah- und Fernverkehr

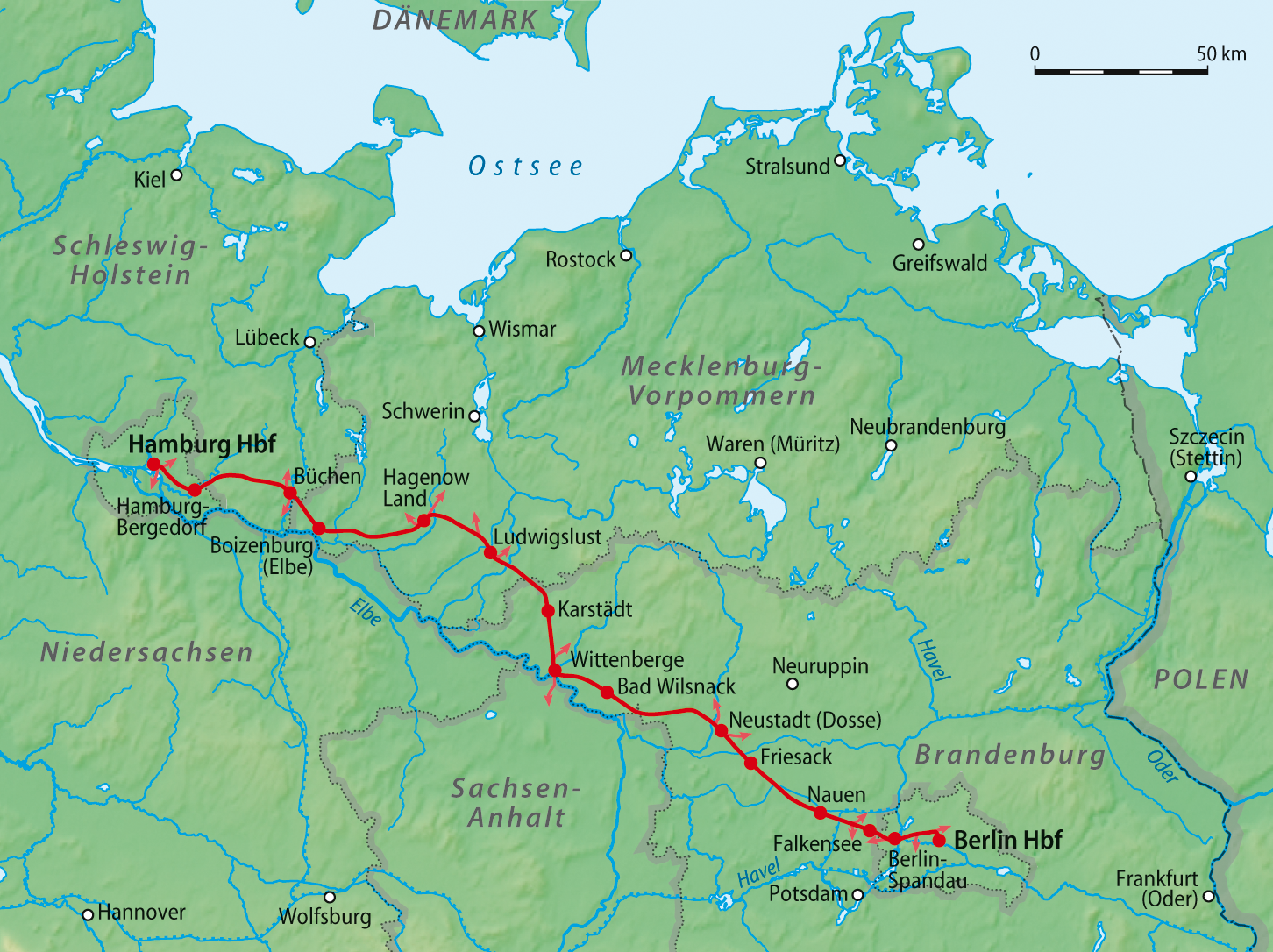
Die Bahnstrecke Berlin–Hamburg führt über Nauen

Der Bahnhof Nauen liegt an der Strecke Berlin–Hamburg und ist Endpunkt der Regional-Express-Linie RE 2 (Nauen–Berliner Stadtbahn–Cottbus) sowie der Regionalbahn-Linien RB 10 und RB 14 (jeweils Nauen–Berlin Südkreuz), betrieben von der DB Regio Nordost. Für die Züge der Linie RE 8 (Wismar–Berliner Stadtbahn–Flughafen BER), welche von der Ostdeutschen Eisenbahn (ODEG) gefahren werden, dient er als Durchgangsbahnhof. Nauen liegt im Gebiet des Verkehrsverbundes Berlin-Brandenburg (VBB).
Der Bahnhof hat zwei Mittelbahnsteige, der südliche mit Gleis 2 und einer inzwischen gleislosen Bahnsteigkante und der nördliche mit den Gleisen 5 und 6. Die Gleise 1 und 4 sind bahnsteiglose Durchfahrtgleise mit linienförmiger Zugbeeinflussung (LZB) für den schnellen Personenverkehr. Die Gleise 2 und 5 sind ebenfalls mit Linienleitern ausgestattet. Die Gleise 7 und 8 sind für den Güterverkehr vorgesehen. Beide Bahnsteige sind auch über einen Aufzug erreichbar.
Nauen war Endbahnhof der Osthavelländischen Kreisbahnen, der Personenverkehr auf deren 1949 verstaatlichten Strecken Nauen–Ketzin sowie Nauen–Velten wurde 1963 eingestellt. Ebenso war Nauen Endbahnhof der Bahnstrecke Nauen–Oranienburg.
Der öffentliche Personennahverkehr wird unter anderem durch den PlusBus des Verkehrsverbund Berlin-Brandenburg erbracht. Folgende Verbindung führt, betrieben von der Havelbus, ab Nauen:
- Linie 663: Nauen – Wustermark – Elstal – Dallgow-Döberitz

### Bildung

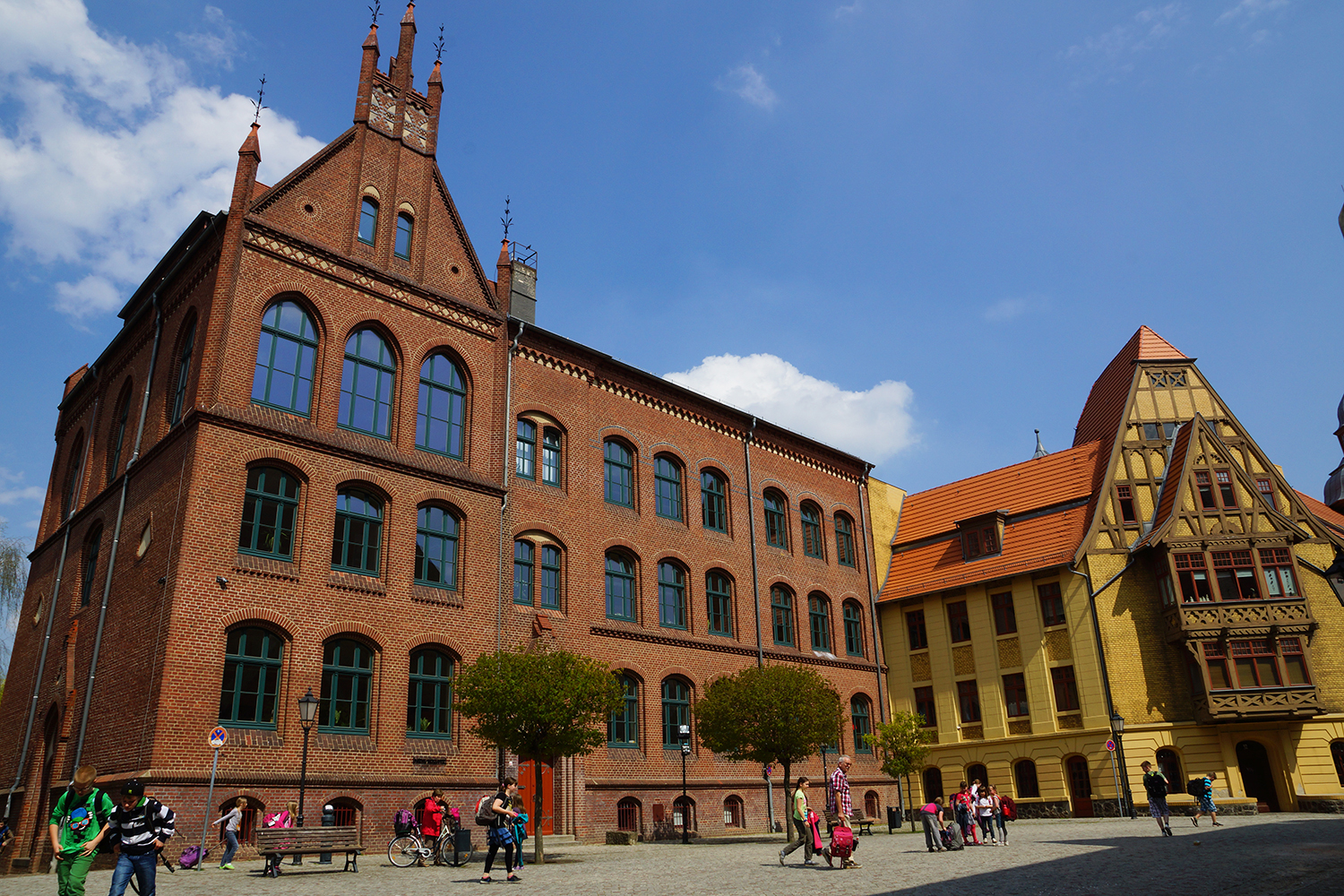
Käthe-Kollwitz-Grundschule

In Nauen gibt es vier Grundschulen. Neben den drei in städtischer Trägerschaft befindlichen Grundschulen, der Käthe-Kollwitz-Grundschule (VHG), der Grundschule am Lindenplatz und der Dr. Georg Graf von Arco-Oberschule mit Grundschulteil wird in privater Trägerschaft die Kreativitäts- und Ganztagsgrundschule des Leonardo-da-Vinci-Campus betrieben.
Hinzu kommen zwei Förderschulen in Trägerschaft des Landkreises Havelland, nämlich die Havellandschule mit dem sonderpädagogischen Förderschwerpunkt geistige Entwicklung sowie die Regenbogenschule mit dem sonderpädagogischen Förderschwerpunkt Lernen.
Die zwei Oberschulen sind die städtische Dr. Georg Graf von Arco-Oberschule mit Grundschulteil sowie die Kreativitäts- und Ganztagsoberschule des Leonardo-da-Vinci-Campus in privater Trägerschaft.
Nauen bietet drei Berufsbildende Schulen: die Berufliche Schule für Wirtschaft Nauen in freier Trägerschaft, das Jugendaufbauwerk Nauen e. V. und das Oberstufenzentrum mit beruflichem Gymnasium des Landkreises Havelland.

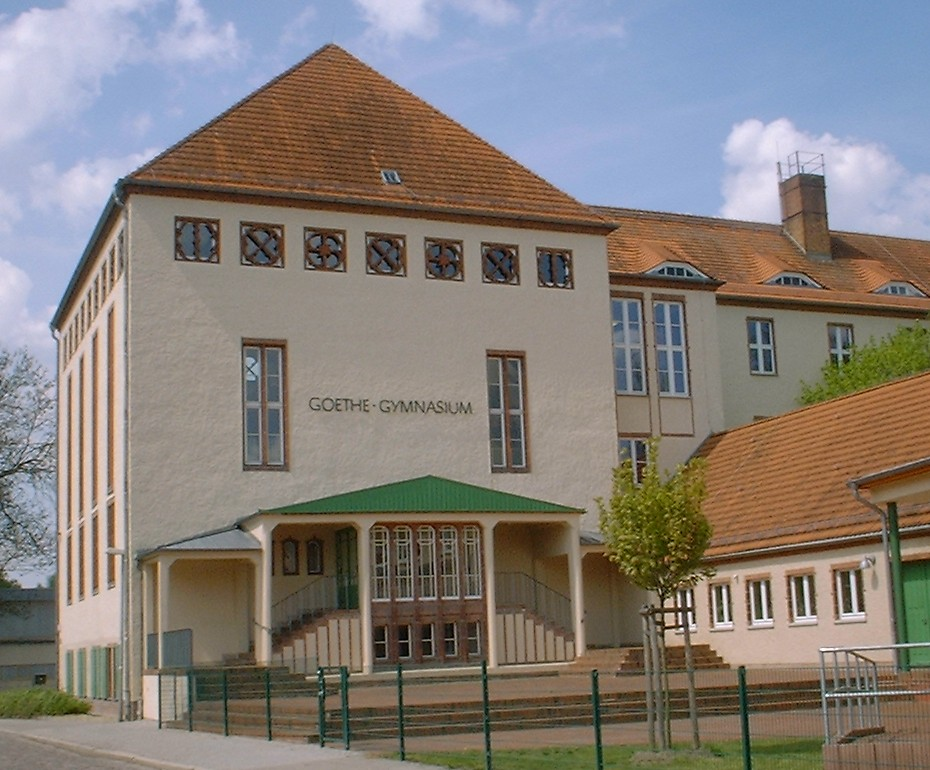
Goethe-Gymnasium

In drei Gymnasien können Schüler das Abitur abzulegen: das städtische Goethe-Gymnasium, das privat betriebene Internationale Ganztagsgymnasium des Leonardo-da-Vinci-Campus sowie das Oberstufenzentrum mit beruflichem Gymnasium des Landkreises Havelland.
Als Volkshochschule steht den Nauenern die Musik-, Kunst- und Volkshochschule des Landkreises Havelland offen.

### Öffentliche Einrichtungen
Bekannt ist das in Nauen etablierte Krankenhaus. Seit dem 21. Jahrhundert ist es die Havelland Klinik Nauen.
In Nauen befindet sich ein Schwimmbad, betrieben als Stadtbad.

Außerdem gibt es in Nauen:
- Amtsgericht
- Finanzamt
- Agentur für Arbeit
- Stadtbibliothek

### Sport
Die Fußballmannschaft des VfL Nauen spielt in der Saison 2024/2025 in der Landesklasse West Brandenburg.

## Persönlichkeiten

### Ehrenbürger
- Hans Werner Salomon (1926–2014), Politiker (SPD), Ehrenbürger seit 1996, von 1979 bis 1992 Bürgermeister des Berliner Bezirks Spandau, von 1995[71] bis 2014 Vorstandsvorsitzender des Ortsverbandes Nauen e. V.[72] des Arbeiter-Samariter-Bundes Deutschland

### Söhne und Töchter der Stadt

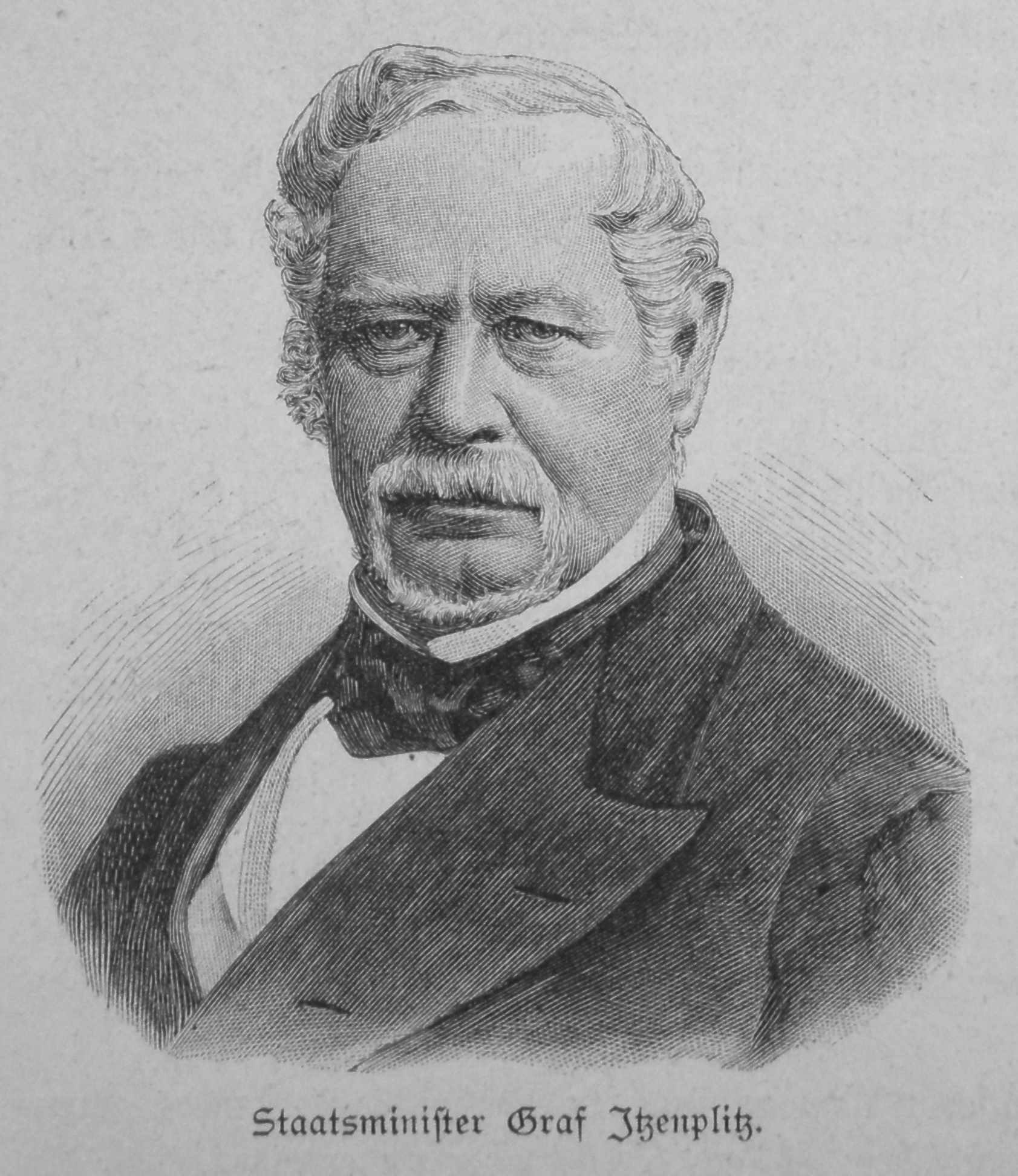
Preußischer Staatsminister Graf von Itzenplitz (Illustration von Richard Brend’amour von 1895/1896)

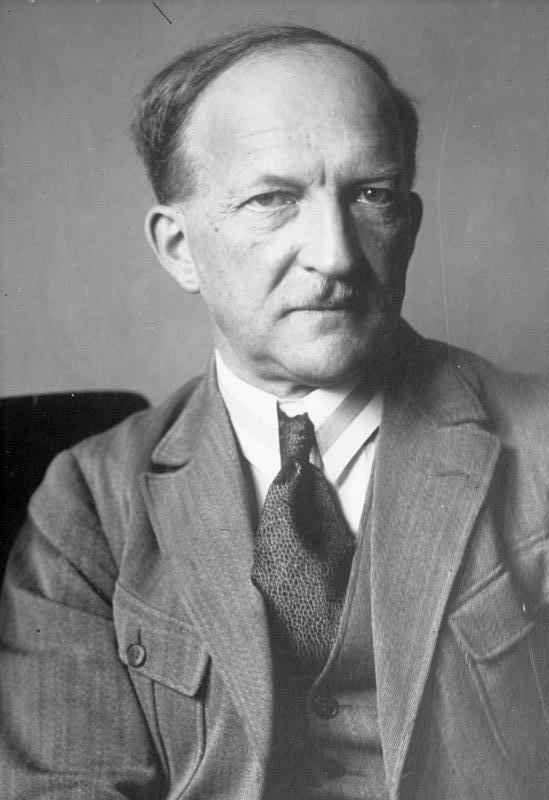
Georg Graf von Arco (1931)

- Sigismund Evenius (1587–1639), Pädagoge und Theologe
- Georg Friedrich Christoph von Bardeleben (1734–1801), auf Ribbeck geborener preußischer Generalleutnant
- Friedrich Karl Ludwig von Below (1750–1814), Landstallmeister im Hauptgestüt Trakehnen
- Peter Alexander von Itzenplitz (1768–1834), Gutsherr, geboren in Groß Behnitz
- Wilhelm von Salpius (1785–1866), Generalmajor
- Karl August von Brandenstein (1792–1863), Generalleutnant
- Friedrich August Rietz (1795–1869), Autor, geboren in Berge
- Heinrich Friedrich von Itzenplitz (1799–1883), geboren in Groß Behnitz, preußischer Minister
- Gustav von Steinsdorff (1825–1897), Generalmajor
- Franz Abbé (1874–1936), Kunstturner und Architekt
- Wilhelm Kotzde-Kottenrodt (1878–1948), völkischer Schriftsteller, geboren in Gohlitz
- Hermann Schmidt (1880–1945), Politiker (Zentrum), 1927 bis 1932 preußischer Staatsminister der Justiz
- Heinrich Wilkens (1881–1948), Politiker (Zentrum)
- Ernst Kienast (1882–1945), Direktor beim Reichstag
- Otto Heese (1891–1968), Gewerkschaftsfunktionär und Widerstandskämpfer gegen den Nationalsozialismus
- Hans Räde (1921–2018), Maler und Grafiker
- Alfred Lippschütz (1922–1996), Politiker (SPD)
- Hans Ney (1924–2016), geboren im Börnicker Wohnplatz Ebereschenhof, Heimatforscher
- Friedrich Zunkel (1925–2010), Wirtschafts- und Sozialhistoriker
- Hans-Otto Leilich (1925–2015), Ingenieur
- Arnold Zarft (1930–2009), geboren in Bergerdamm, Pastor, Ehrenbürger von Neustrelitz
- Heinz Klingenberg (1934–2018), Mediävist und Runologe, Professor für Skandinavistik der Universität Freiburg
- Gerhard Kerfin (1935–2016), Lyriker
- Dieter Runze (1937–1991), Politikwissenschaftler
- Kurt Müller (1938–2022), Radrennfahrer
- Helmut Kliem (1939–1970), geboren im Börnicker Wohnplatz Ebereschenhof, Todesopfer an der Berliner Mauer
- Michael Werner (* 1939), Kunsthändler
- Wilfried Mommert (* 1944), Journalist
- Martin Posth (1944–2017), geboren in Berge, Industriemanager
- Jürgen Drews (* 1945), Schlagersänger
- Eugen Gliege (* 1949), Presse- und Comiczeichner
- Thomas Plenert (1951–2023), Kameramann
- Irene Diekmann (* 1952), Historikerin
- Udo Schnelle (* 1952), Theologe, Professor an der Martin-Luther-Universität Halle-Wittenberg
- Jochen Kowalski (* 1954), geboren in Wachow, Opernsänger (Countertenor)
- Klaus-Dieter Kurrat (* 1955), Leichtathlet, Silbermedaillengewinner der Olympischen Spiele 1976
- Udo Folgart (* 1956), Politiker (SED, SPD), seit 2004 Mitglied des Landtages Brandenburg
- Vera Luthardt (* 1959), Biologin
- Christoph D. Minke (* 1965), Kirchenmusiker
- Dirk Simon (* 1968), Schauspieler und Regisseur
- Norbert Rescher (* 1969), Politiker (AfD)
- Frank Bockholdt (* 1975), Jurist
- Nancy Grimm (* 1979), Amerikanistin
- Sabrina Schepmann (* 1981), Fotomodell, Fotografin
- Claudia Grunwald (* 1982), Leichtathletin
- Sarah Victoria Schalow (* 1984), Schauspielerin
- Marcus Hoffmann (* 1987), Fußballspieler
- Annika Bochmann (* 1991), Seglerin
- Tobias Mainda (* 1994), Entomologe
- Joshua Tasche (* 1995), Bobsportler und Leichtathlet
- Maren Völz (* 1999), Ruderin

### Mit Nauen verbundene Persönlichkeiten
- Albert Borsig (1829–1878), Unternehmer, lebte auf Gut Groß Behnitz
- Ernst Borsig (1869–1933), Unternehmer, lebte und starb auf Gut Groß Behnitz
- Georg Graf von Arco (1869–1940), Elektroingenieur, Verantwortlicher für den Ausbau der Großfunkstelle Nauen
- Senta Maria Anna Siller (geb. 1935), Designerin, Unternehmerin, aktiv im Förderverein „Cultura“ auf dem ehemaligen Landgut Borsig in Groß Behnitz